# Železniční přejezd

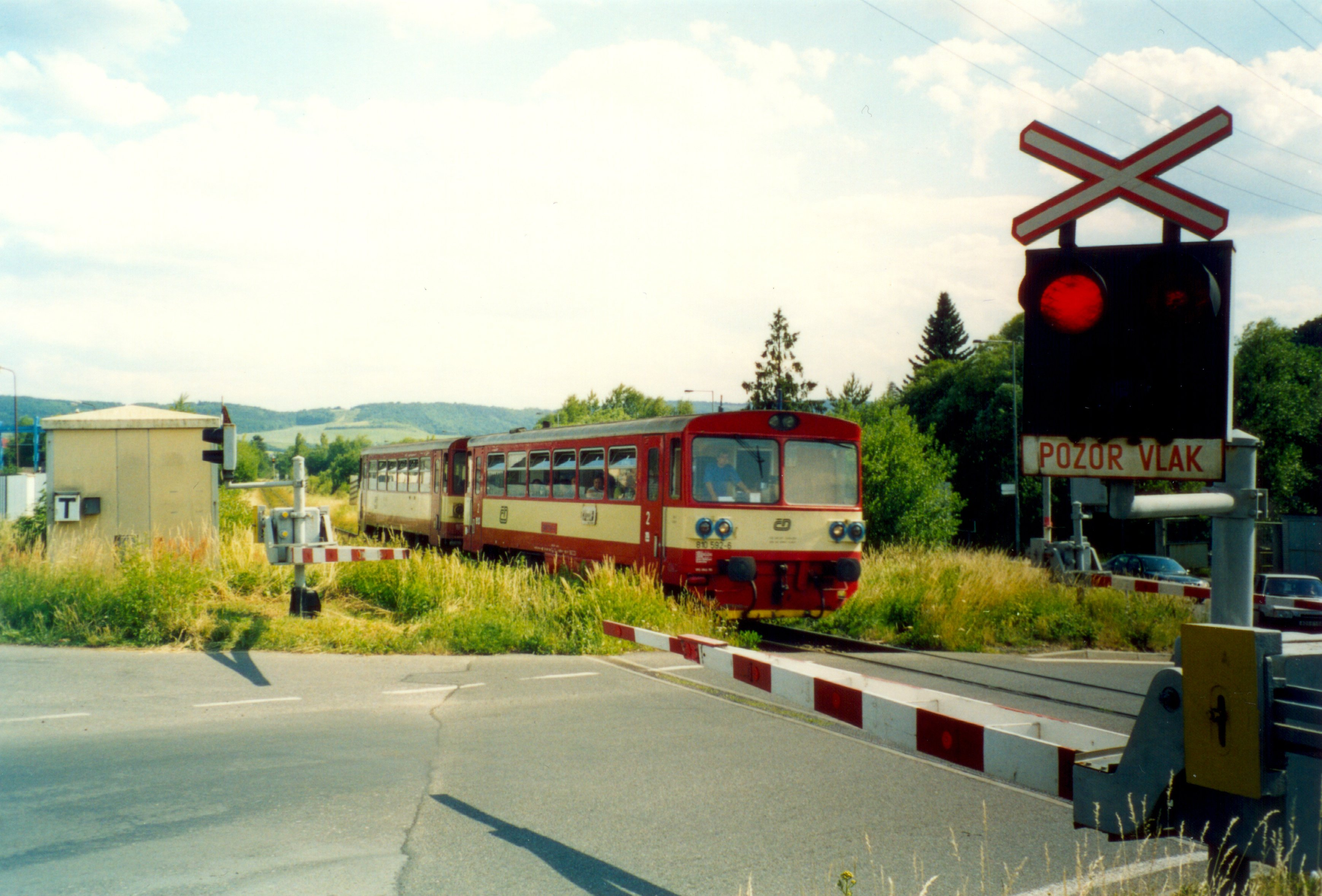
Plně zabezpečený železniční přejezd v Berouně

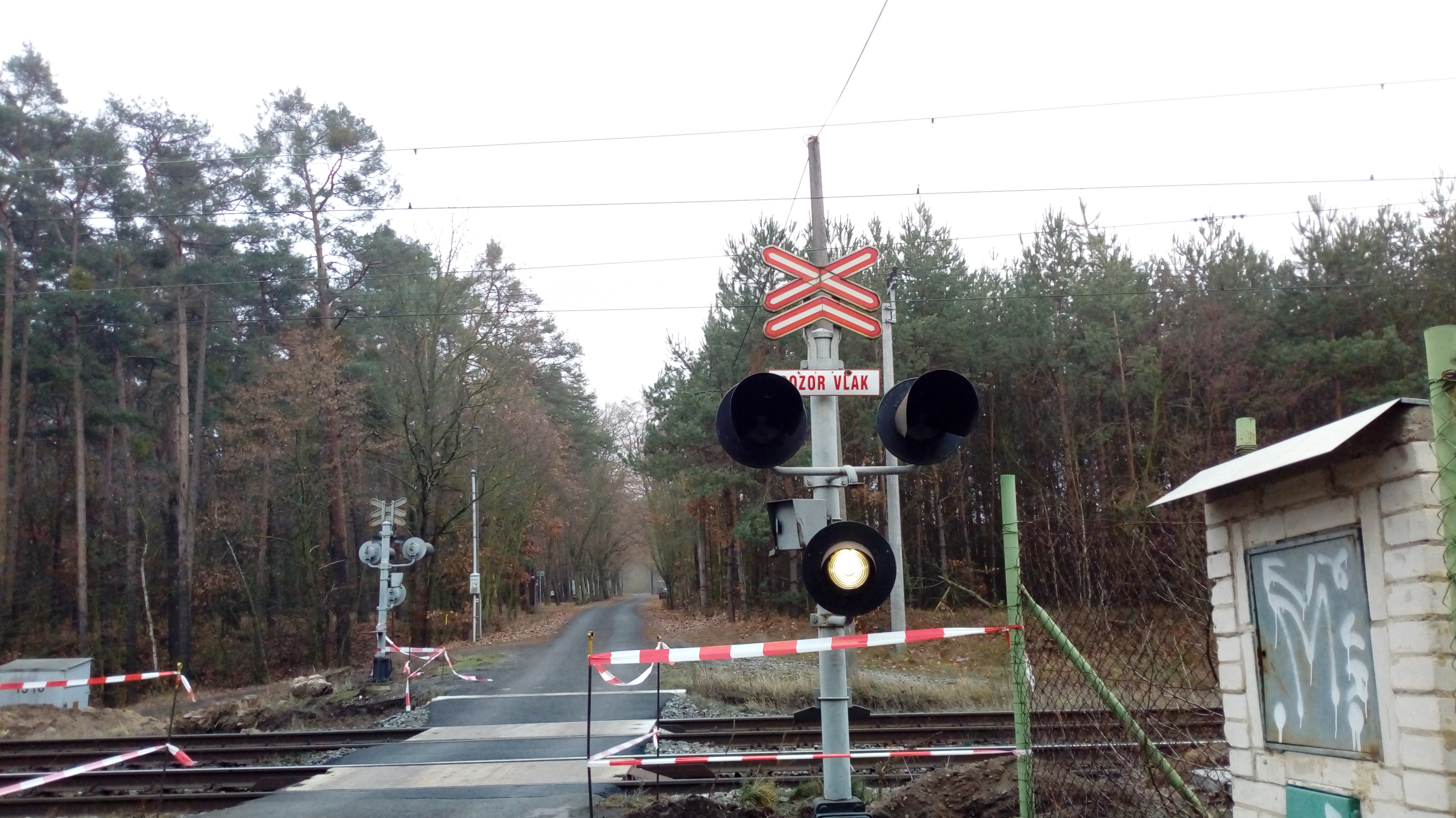
Poslední železniční přejezd s výstražníky typu SSSR v plné výbavě bez závor v ČR – Otradovice (zrušen 14.12.2018)

Železniční přejezd je podle definice v českém zákonu o silničním provozu místo, kde se úrovňově kříží pozemní komunikace se železnicí, popřípadě s jinou dráhou ležící na samostatném tělese, a označené příslušnou dopravní značkou. Prostor přejezdu z legislativního hlediska (v České republice podle zákona o drahách a zákona o pozemních komunikacích) je součástí dráhy a není součástí pozemní komunikace.
Jako železniční přejezd se tedy v českých pravidlech silničního provozu označuje i přejezd přes jiný druh dráhy než železniční (například přes samostatnou tramvajovou dráhu nebo přes průmyslovou dráhu). Termínem železniční přejezd se označují i pěší přechody přes dráhu, pokud jsou jako železniční přejezd označeny. Železničním přejezdem ve smyslu pravidel silničního provozu však není místo, které takto označeno není, například místa v železniční stanici upravená pro přejíždění nebo přecházení kolejí, křížení tramvajové dráhy s pozemní komunikací označené jako křižovatka nebo řízené světelným signalizačním zařízením nebo neoznačené.

## Stavební provedení

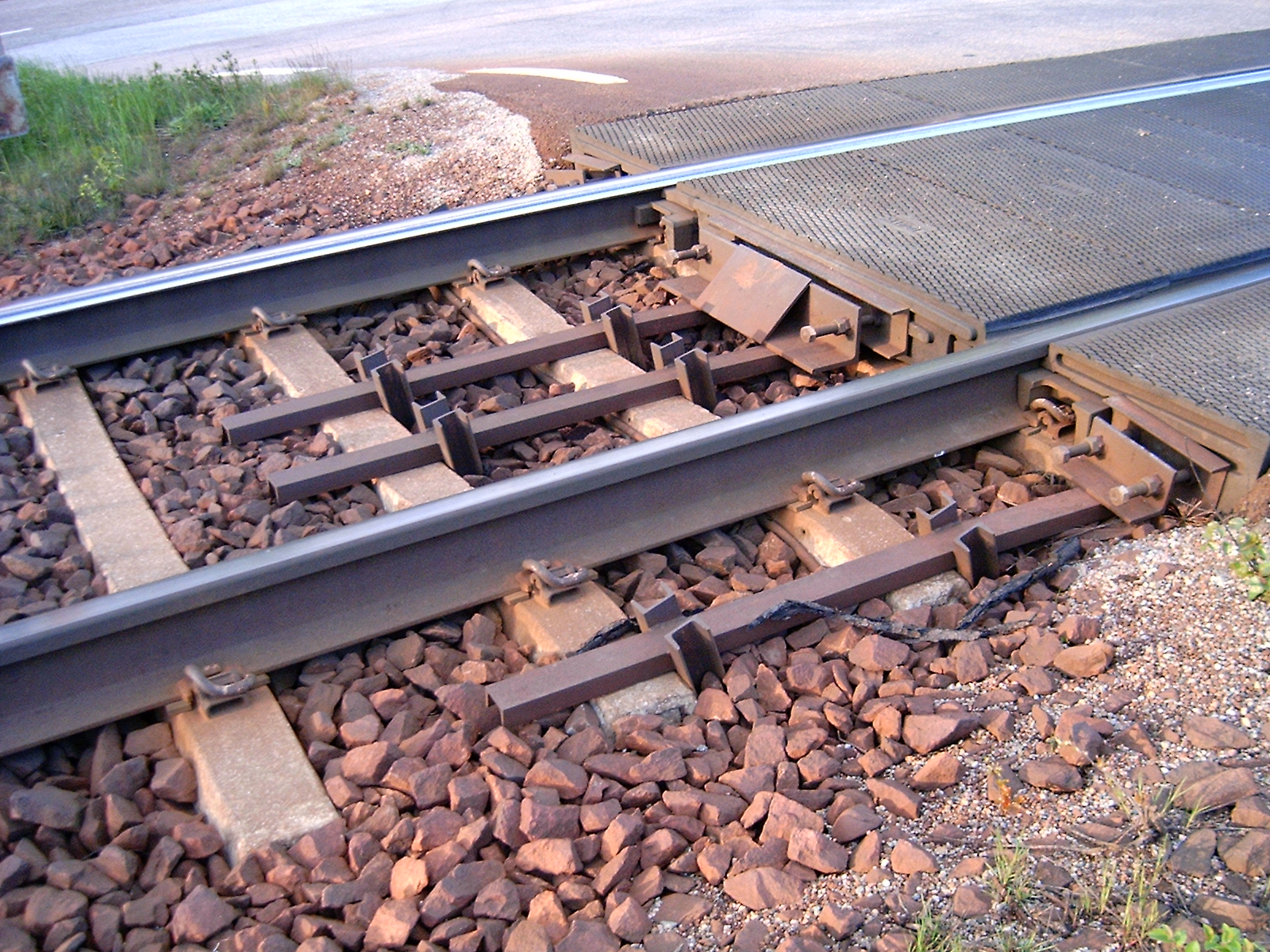
Technické provedení přejezdu ve Švédsku

Na železničním přejezdu jsou obvykle hlavové kolejnice doplněny přídržnicí, která vytváří ve vozovce žlábek. V šířce přejezdu je trať zakrytována do úrovně hlav kolejnic, a to buď běžným krytem (zpravidla živice), nebo speciální úpravou odolnou proti zvýšenému namáhání a snižující hluk (na bázi gumy). Podle § 3 stavebního a technického řádu drah, 177/1995 Sb., musí být konstrukce vozovky na přejezdu rozebíratelná. Ze strany dráhy mají být umístěny ochranné klíny, které chrání zvýšený kryt přejezdu před případnými vadnými částmi vozů přesahujícími pod úroveň hlav kolejnic.

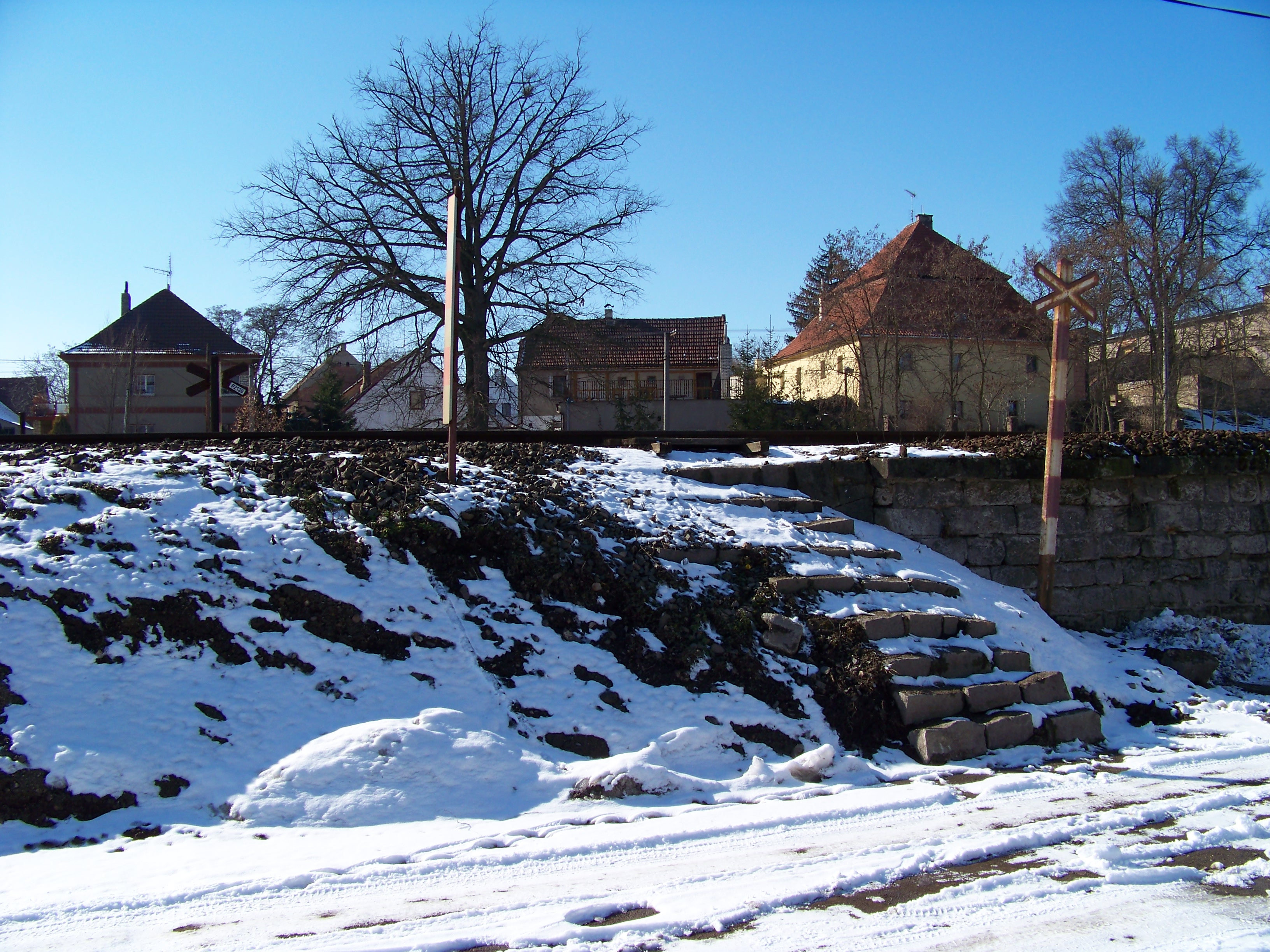
Atypický pěší přechod po schodech přes násep, v Olovnici

Pozemní komunikace a trať se nejčastěji kříží kolmo nebo téměř kolmo, ale vzácné nejsou ani křížení pod ostrým úhlem. Na bechyňském mostě je dokonce jako železniční přejezd označen a zabezpečen několikasetmetrový úsek, kde je silniční provoz v jednom směru (do Bechyně) veden podélně po železniční trati při pravé straně mostu.
V minulosti vždy závory přehrazovaly silnici v celé šířce, byly tvořeny masivními kládami a vybaveny řetězovým závěsem znemožňujícím podlézání. Protože však takové závory zamezovaly jejich nadzvednutí a opuštění přejezdu vozidlem, dnešní závory jsou z lehkých a snadno zlomitelných prken, které navíc nejsou ve sklopené poloze blokovány a lze je pro vyjetí uvázlého automobilu lehce zvednout. Dnešní závory jsou často projektovány jako poloviční, kdy závory přehrazují vždy jen jízdní pruhy směrem do přejezdu. Podle § 4 odst. 6 stavebního a technického řádu drah, 177/1995 Sb., musí provedení závorových břeven odpovídat podmínkám pro bezpečný pohyb osob s omezenou schopností pohybu a orientace.
Za nebezpečné se považuje, pokud bezprostředně za přejezdem je křižovatka, obzvlášť jde-li o křižovatku s hlavní silnicí nebo řízeným provozem, kde hrozí, že delší vozidlo nebo jízdní souprava musí zastavit se zadní částí na přejezdu. Ohrožující může být také nevhodný podélný profil komunikace na přejezdu a v okolí, pokud zvyšuje riziko, že silniční vozidlo zůstane stát na přejezdu nebo ho nebude možné v případě selhání motoru odtlačit.
Na přejezdech bez dynamického zabezpečení je bezpečnost provozu závislá na rozhledových podmínkách pro uživatele pozemní komunikace. Na dráze má být stanovena rychlost odpovídající místním poměrům na přejezdu.
Komunikace na přejezdu nemá být užší než v navazujících úsecích, u silnic a místních komunikací užších než 5 m musí být na přejezdu zachována volná šířka alespoň 5 m (§ 37 odst. 3 zák. 13/1997 Sb., o pozemních komunikacích).
Podmínky stavby přejezd stanoví též § 17 stavebního a technického řádu drah, 177/1995 Sb., který stanoví i závaznost příslušné technické normy.

## Označení a zabezpečení

### Typy přejezdů

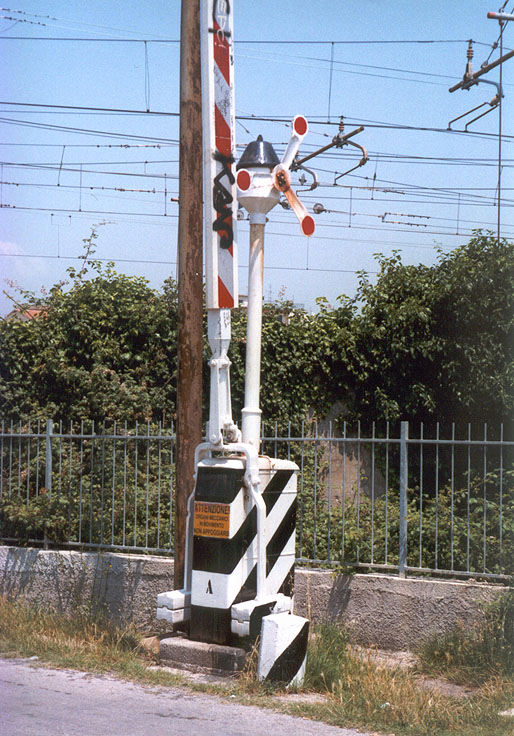
Přejezd se závorami v Pise – při spouštění závor se otáčí větrníček na sloupku a zvoní. Pohon může být ruční i elektrický

ČSN 73 6380 „Železniční přejezdy a přechody“ ve svém názvu i v termínech a definicích (kap. 3) rozlišuje „přejezd“ a „přechod“, vzápětí za definicí přechodu však připojuje poznámku, že kde pokud není v textu normy výslovně uvedeno jinak, vztahují se všechna ustanovení platná pro přejezdy také na přechody. Zákon č. 361/2000 Sb., o provozu na pozemních komunikacích, pro jakékoliv příslušnou značkou označené místo, kde se úrovňově kříží pozemní komunikace se železnicí, popřípadě s jinou dráhou ležící na samostatném tělese, tedy i pro křížení s nesjízdnou pěší komunikací, zavádí termín „železniční přejezd“, aniž by výslovně zmiňoval, že se přejezdem rozumí i přechod přes trať. Rovněž dopravní řád drah (vyhl. 173/1995 Sb.) používá pouze termín „přejezd“, aniž by zmínil, že termín zahrnuje i výhradně pěší přechody.
Dále lze přejezdy (a přechody) klasifikovat podle kategorie a třídy pozemní komunikace, která na nich dráhu křižuje, přičemž přejezdy, které pouze propojují pozemky nebo umožňují vjezd na pozemek, aniž by na ně navazovala pozemní komunikace, Správa železnic neuvádí samostatně, takže je zřejmě započítává jako přejezdy na účelových komunikacích.
Podle způsobu a míry zabezpečení lze přejezdy rozlišovat na
- přejezdy pouze označené výstražnými kříži, které nejsou vybaveny žádnou zábranou ani signalizací upozorňující na průjezd vlaku nebo posunujícího dílu a zakazující na potřebnou dobu vjezd.
- přejezdy bez závor ovládané přejezdovým zabezpečovacím zařízením, bez závor, mají signalizaci, zpravidla zvukovou i světelnou, která varuje uživatele pozemní komunikace před přijíždějícím vlakem nebo posunujícím dílem.
- přejezdy se závorami ovládané přejezdovým zabezpečovacím zařízením mají navíc i automaticky sklápěné závory.
- přejezdy s manuálně ovládanými závorami či zábranami, kam spadají jak přejezdy ovládané pomocí drátovodů z blízkého či vzdáleného stanoviště, tak různé uzamykatelné závory otevírané pouze příležitostně. Drátovodem ovládané závory obvykle byly vybaveny i zvonkem, světelná přejezdová signalizace se v době zřizování takových závor ještě nepoužívala. Správa železnic je ve svých statistikách rozlišuje na tyto skupiny:
  - přejezdy s mechanickým zabezpečením (ovládané místně, nebo na dálku)
  - přejezdy trvale opatřené uzamykatelnou zábranou
  - jinak zabezpečené přejezdy (jednodrátové, otočné, posuvné závory)

Před zavedením automatických zabezpečovacích zařízení se rozlišovaly a dosud se dopravním značením rozlišují dva základní typy přejezdů: chráněný (se závorami) a nechráněný (bez závor). Termín „nechráněný“ byl obsažen v názvu výstražné dopravní značky dle československého vládních nařízení č. 203/1935 Sb. n. a z. a 100/1938 Sb. n. a z. i protektorátního vládního nařízení č. 242/1939 Sb., ve vyhlášce 141/1960 Sb. se již používá termín „železniční přejezd bez závor“, který pak převzaly i novější vyhlášky
Tradiční termín „nezabezpečený přejezd“ byl používán ještě i v původním znění vyhlášky č. 173/1995 Sb., kterou se vydává dopravní řád drah. Novelou č. 174/2000 Sb. s účinností od 1. ledna 2001 však tento termín v popisu železniční návěsti „Pískejte!“ nahradil termínem „přejezd zabezpečený pouze výstražným křížem“, obdobnému návěstidlu pro tramvajovou dopravu (příloha 1 část II kap. B bod 15) však zůstal původní název „Nezabezpečený přejezd“. „Přejezd nezabezpečený“ byl ještě v roce 2007 rovněž uveden mezi doporučenými standardizovanými výrazy v rešeršním systému TRIS. ČSN 73 6380:2004 označuje tyto přejezdy v kapitole 6.3 jako „přejezdy zabezpečené pouze výstražným křížem“, tento termín převzala i novější verze této normy, z roku 2020. Dopravní řád drah v některých ustanoveních používá sousloví „přejezd, který není vybaven přejezdovým zabezpečovacím zařízením“.
Výstražný kříž stojí několik tisíc Kč, přejezdové zabezpečovací zařízení 5 až 7 milionů Kč, někdy i více. SŽDC by uvítala další možnosti v cenových relacích mezi těmito částkami.
Způsob zabezpečení přejezdu stanoví § 4 stavebního a technického řádu drah (177/1995 Sb.). Bez dynamického zabezpečení mohou být v České republice železniční přejezdy pouze na tratích s traťovou rychlostí do 60 km·h−1 (pěší přechody až do 100 km·h−1), a to jen v případech, ve kterých jsou zajištěny dostatečné rozhledové poměry z pozemní komunikace na železniční trať a dopravní moment přejezdu není vyšší než 10 000. Na takovýchto přejezdech je uživatel pozemní komunikace upozorněn na blížící se vlak slyšitelnou návěstí Pozor. Strojvedoucí blížícího se vlaku dává tuto návěst v místech, kde mu to nařizuje návěst Pískejte – tzv. „pískáček“, „pískací kolík“, umístěný vedle trati. Na ostatních přejezdech musí být světelné zabezpečovací zařízení, u stávajících přejezdů je přípustné mechanické. Sezonní přejezdy mohou být zabezpečeny uzamykatelnou závorou a užívané podle smlouvy mezi provozovatelem dráhy a vlastníkem pozemní komunikace.

### Výstražný kříž

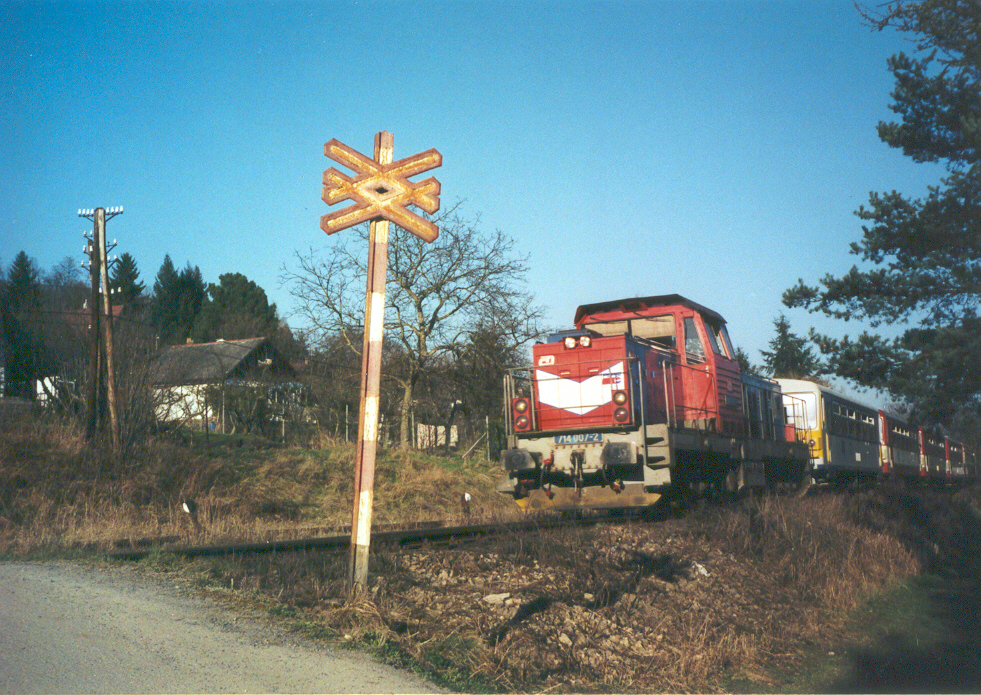
Vícekolejný přejezd zabezpečený výstražným křížem starého vzoru v Lukách pod Medníkem

Ačkoliv první výstražné dopravní značky byly zavedeny v Československu až v roce 1935, povinné označení nechráněných přejezdů tabulkou „Pozor na vlak“ existovalo již nejméně od roku 1890. Bílá tabulka s červeně orámovaným červeným textem POZOR VLAK se na přejezdech vyskytuje i dnes.
Výstražný kříž ve vládních nařízeních z let 1935, 1938 a 1939 nebyl mezi vyobrazeními dopravních značek uveden. Zařazen byl ve dvou variantách (pro jednokolejnou a pro vícekolejnou trať) počínaje vyhláškou 141/1960 Sb. a byl určen pouze pro přejezdy bez závor. Vyhláška č. 99/1989 Sb. změnila podobu výstražného kříže pro vícekolejnou trať (místo prolínajících se dvou křížů jen přídavný půlkříž pod jednoduchým křížem) a změnila význam výstražných křížů, zavedla je i pro přejezdy se závorami. Výstražný kříž původního provedení platil podle přechodných ustanovení až do konce roku 1994. Na Slovensku vyhláška č. 90/1997 Z. z. nahradila tvarované výstražné kříže obdélníkovými značkami s vyobrazením kříže nebo křížů.
V současné době[kdy?] mají být v České republice ze strany pozemní komunikace přejezdy vždy označeny dopravní značkou „Výstražný kříž“ (v České republice A 32a nebo A 32b podle vyhlášky 30/2001 Sb.). Kromě prováděcí vyhlášky k zákonu o silničním provozu to pro přejezdy celostátní dráhy a regionálních drah a vleček stanoví i § 3 odst. 1 stavebního a technického řádu drah (177/1995 Sb.).
Před účinností vyhlášky 99/1989 Sb. se vlečkový přejezd označoval odlišně, a to značkou Vlečkový přejezd (značka č. 7 dle vyhlášky 141/1960 Sb., značka č. 31 dle vyhlášky 80/1966 Sb., A 27 dle vyhlášky 100/1975 Sb.), která byla tvořena výstražnou dopravní značkou Jiné nebezpečí doplněnou dodatkovou tabulkou s vyobrazením parní lokomotivy.

### Přejezdy vybavené přejezdovým zabezpečovacím zařízením
Některé přejezdy jsou kromě výstražného kříže vybaveny technickými zařízeními, které varují uživatele pozemní komunikace před přijíždějícím vlakem nebo posunujícím dílem. Obvykle se zřizují závislosti přejezdových zabezpečovacích zařízení na návěstidlech. Tato návěstidla pak nelze postavit na návěst povolující jízdu, pokud není přejezd uzavřen, a naopak.

#### Mechanicky ovládané závory

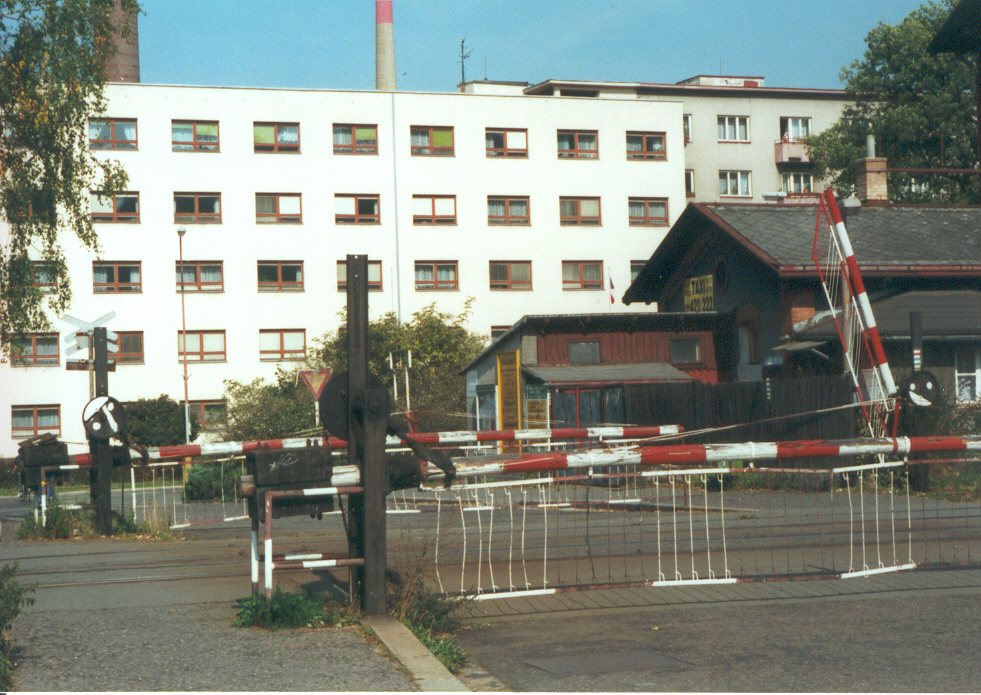
Přejezd s mechanickým přejezdovým zařízením v Náchodě. Po zřízení blízkého silničního podjezdu se zvedaly pravidelně již jen závory pro pěší. V roce 2018 nahrazeno světelným zabezpečovacím zařízením se zvukovou výstrahou a závorami.

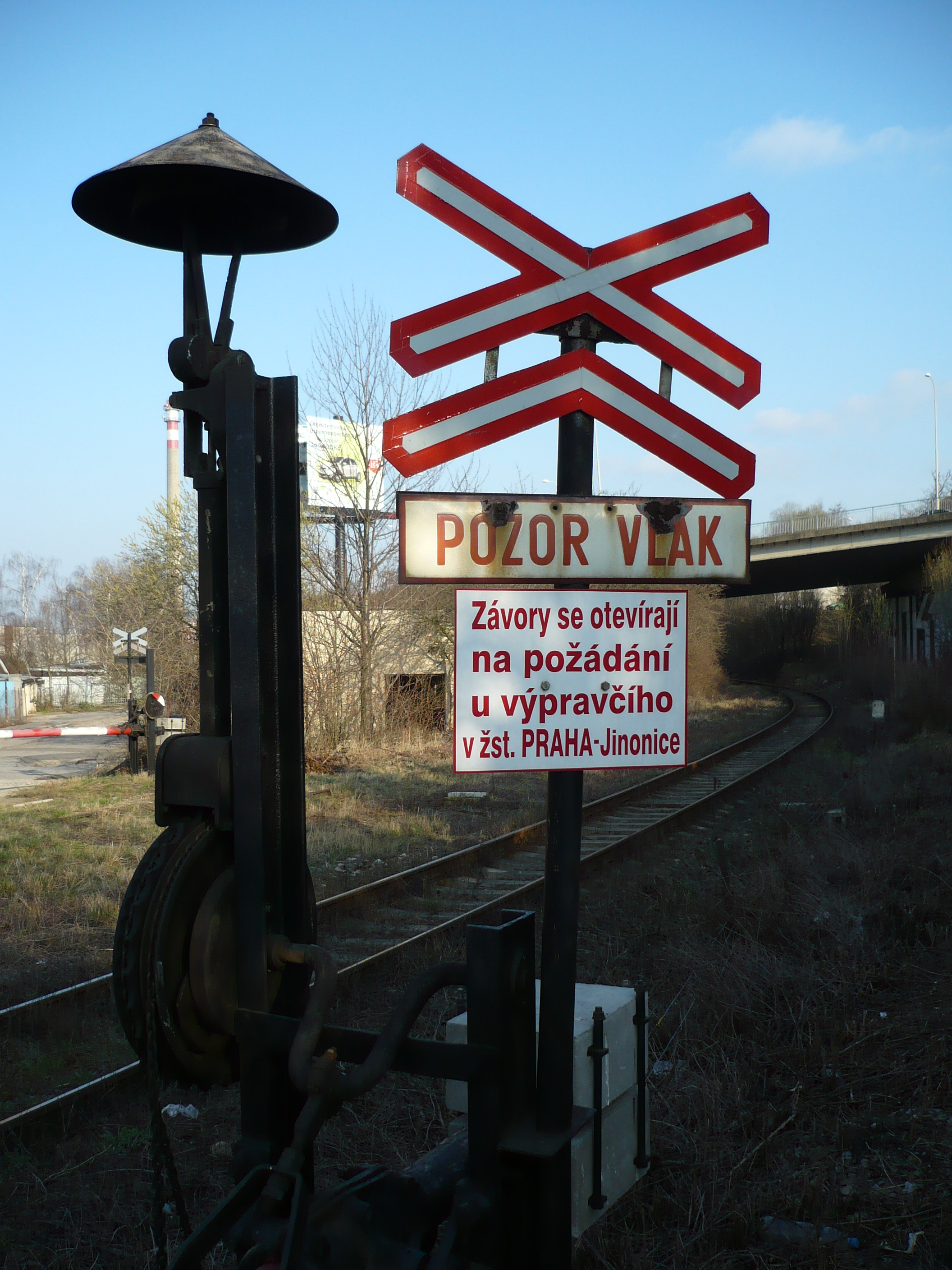
Trvale zavřené závory v Praze-Jinonicích

Mechanické přejezdové zabezpečovací zařízení je základní mechanická výstraha je dávána polohou závor (závorových břeven). Obsluha mechanických závor je ruční pomocí drátovodů. Obsluhující zaměstnanec (závorář) závory uzavírá včas před jízdou vlaku pomocí ručního pohonu. V některých případech se vyskytují vedle ručních závorových pohonů i pohony elektrické. Dříve to byl jediný způsob zabezpečení přejezdů. Kde nestačilo ovládání staniční obsluhou, byla zřizována závorářská stanoviště na širé trati. Jeden zaměstnanec mohl obsluhovat i několik přejezdů. Mechanické závory ovládané na dálku byly opatřeny předzváněčem, který při zahájení obsluhy dával zvukovou výstrahu odbitím stanoveného počtu úderů zvonce ještě před vlastním sklápěním závor.
Na silnicích a místních komunikacích jsou obvykle závory v základní poloze otevřené a zavírají se pouze na dobu nutnou k průjezdu vlaku. Na některých účelových komunikacích nebo výjezdech z pozemků se používají i závory, které jsou v základní poloze uzavřené a uzamčené a je stanoven postup, za jakých podmínek a jakým způsobem se otevírají pro průjezd silničního vozidla.
Ve Spojeném království i některých dalších zemích se místo sklopných závor používají závory otočné, které v otevřené poloze zahrazují trať.

### Další označení
Některá zařízení jsou schopna blikajícím bílým světlem informovat uživatele pozemní komunikace o tom, že zařízení je v činnosti bez poruch a v ovládacím obvodu přejezdu není žádné kolejové vozidlo, které by mohlo bezpečnost provozu na přejezdu ohrozit.
Signály jsou v české vyhlášce 30/2001 Sb. uvedeny pod označeními S 14a (přerušovaná červená světla) a S 14b (přerušované bílé světlo). V předchozích, československých vyhláškách a nařízeních v obrazové příloze uvedeny nebyly. Blikající bílé světlo bylo zavedeno novelizační vyhláškou 42/1971 Sb., účinnou od 1. července 1971.

Světelně zabezpečené přejezdy pro pěší se vybavují dálkově ovladatelnou akustickou signalizací pro nevidomé (§ 4 odst. 6 stavebního a technického řádu drah, 177/1995 Sb.).

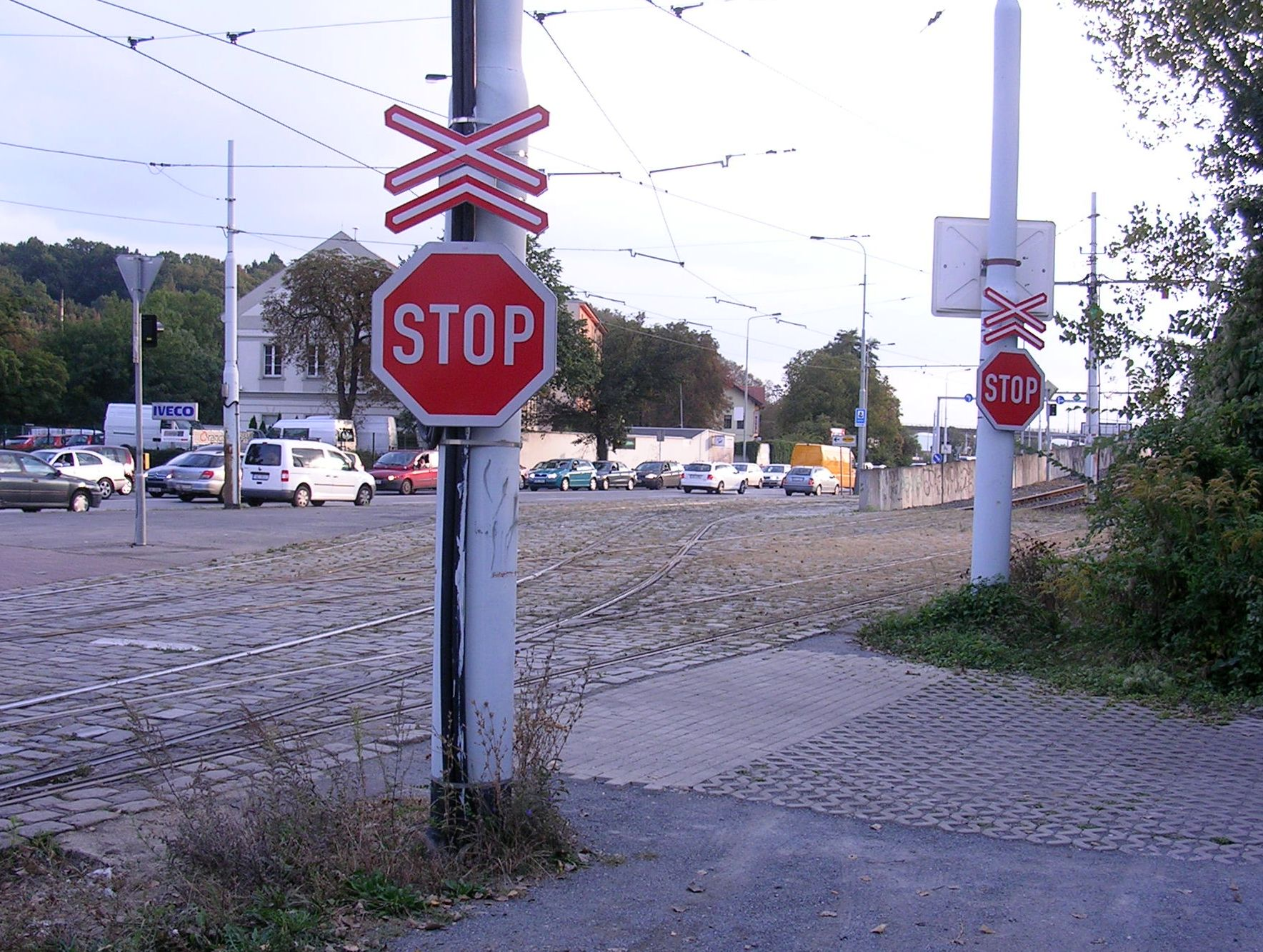
Železniční přejezd přes tramvajovou dráhu v Praze-Braníku

Na pozemní komunikaci se před přejezdem zpravidla umisťuje z obou stran výstražná dopravní značka – A 29 pro železniční přejezd se závorami (vyobrazení plaňkového plotu, inspirované někdejší podobou závor, které nebyly tvořeny jen břevnem) a A 30 pro železniční přejezd bez závor (vyobrazení parní lokomotivy). Tyto značky (byť jejich podoba se od té doby mírně změnila) patřily už mezi prvních šest druhů dopravních značek zavedených v Československu roku 1935 (značky č. 4 a 5 dle vládního nařízení č. 203/1935 Sb. n. a z., ve vládním nařízení č. 100/1938 Sb. n. a z. uvedeny pod stejnými čísly, v protektorátním vládním nařízení č. 242/1939 Sb. pod čísly 5 a 6, ve vyhlášce 141/1960 Sb. pod čísly 4 a 5, ve vyhlášce 80/1966 Sb. pod čísly 16 a 17, ve vyhlášce 100/1975 Sb. i ve vyhlášce 99/1989 Sb. s čísly A 23 a A 24). Před zavedením protektorátních značek byly výstražné značky tvořeny bílými symboly na samostatném modrém podkladu, protektorátní vláda zavedla červenobílé provedení obdobné dnešnímu.

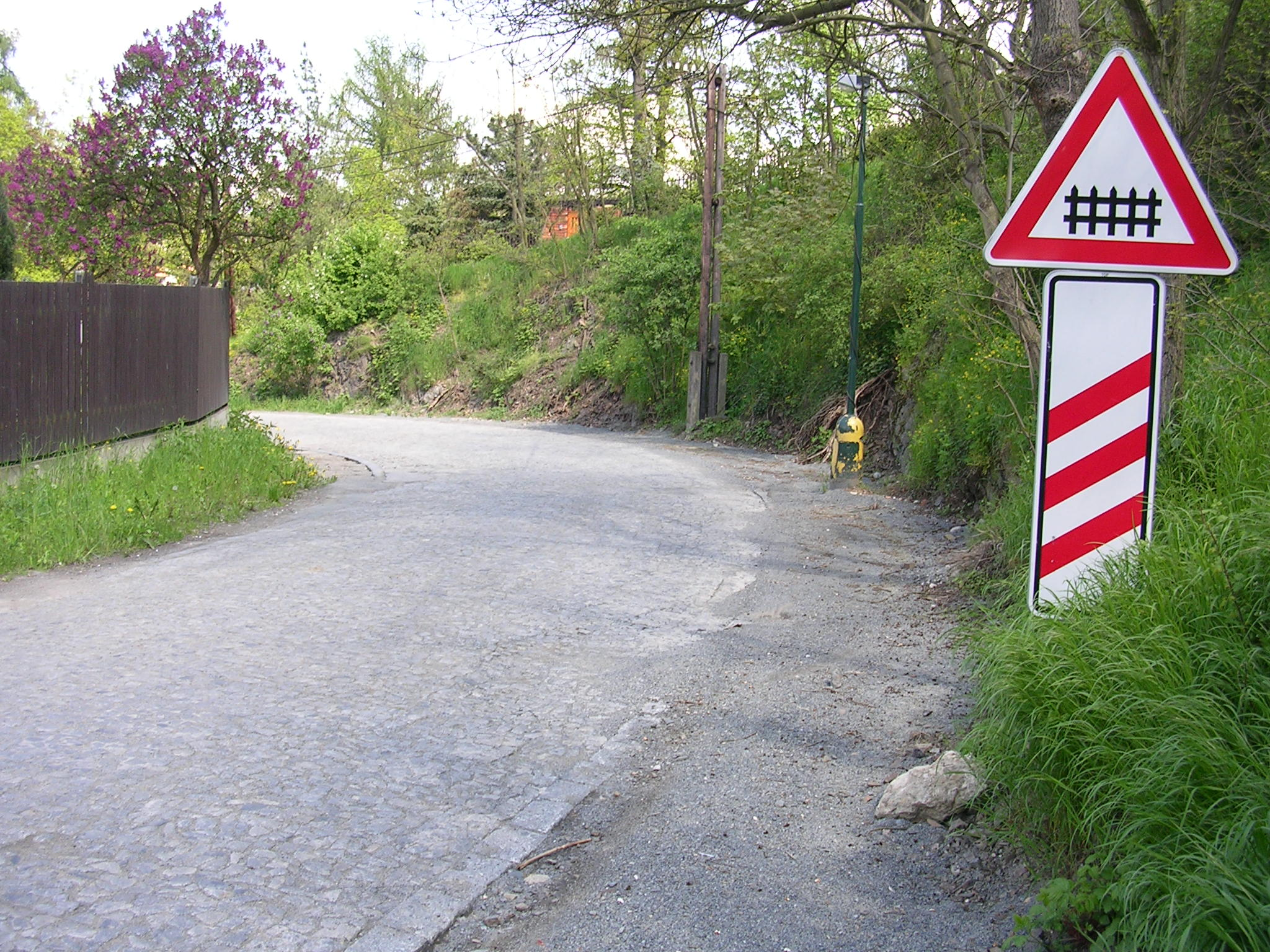
Návěstní deska s výstražnou dopravní značkou v Davli

Dále se před přejezdem umisťují návěstní desky (A 32) ve vzdálenosti 240 metrů (se třemi červenými pruhy, v kombinaci s výstražnou dopravní značkou), 160 metrů (se dvěma pruhy) a 80 metrů (s jedním pruhem). Návěstní desky (tehdy nazývané „značky před přejezdem dráhy“) byly zavedené vládním nařízením č. 100/1938 Sb. n. a z. od května 1938 a měly být umístěny na všech státních silnicích a na nestátních silnicích se silnou automobilovou dopravou. Protektorátní vládní nařízení č. 242/1939 Sb. obsahovalo ve vyobrazení odlišné varianty pro levou a pravou stranu silnice (se sklonem pruhů dolů směrem ke středu silnice a shodným zkosením horní hrany značky). Stranové varianty desek i zkosení horní hrany se objevily i ve vyhlášce 141/1960 Sb., ale vyhláška 80/1966 Sb. se vrátila k obdélníkovému tvaru desek a levostrannou variantu vypustila. Na Slovensku znovuzavedla levostranné varianty návěstních desek vyhláška 9/2009 Z. z.
Na železniční trati se železniční přejezdy bez zabezpečovacího zařízení označují tzv. houkacími kolíky (návěst „Pískejte“ podle bodu 7.1 části I přílohy č. 1 k Dopravnímu řádu drah, vyhl. 173/1995 Sb.), který je buď červenobíle reflexně pruhovaný, nebo s bílými odrazkami v červených pruzích. Pro tramvajové dráhy existují dva různé způsoby označení železničního přejezdu stanovené dopravním řádem drah: buď obdobným sloupkem, nebo obdélníkovou značkou se zeleným vnitřkem a bílým okrajem. Osoba řídící drážní vozidlo musí dávat za jízdy od návěstidla až k přejezdu opakovaně návěst „Pozor“; návěst nemusí být opakována, jestliže osoba řídící drážní vozidlo má bezpečně zjištěno, že se k přejezdu neblíží uživatel pozemní komunikace.
Návěst „Přejezdník“, případně „Opakovací přejezdník“ podle bodu 10 části I přílohy č. 1 k Dopravnímu řádu drah, vyhl. 173/1995 Sb. je návěstidlo, označené černými a bílými pruhy, které signalizuje osobě řídící drážní vozidlo stav přejezdového zabezpečovacího zařízení. Přejezdník se umisťuje nejméně na zábrzdnou vzdálenost před přejezdem, opakovací přejezdník těsně před přejezdem. Návěst „Otevřený přejezd“ dávají dvě dolní žlutá světla, která mohou být nahrazena odrazkami, při návěsti „Uzavřený přejezd“ svítí navíc dolní bílé světlo. Nesvítí-li žádné světlo, znamená to totéž jako návěst „Otevřený přejezd“.
Podle § 2 odst. 6 prováděcí vyhlášky 104/1997 Sb. k zákonu o pozemních komunikacích se mostní a další objekty (podjezdy, železniční přejezdy, tunely) na komunikacích označují pořadovými čísly počínaje číslem 1 od začátku staničení komunikace. U dálnic a silnic se číslo objektu skládá z čísla dotčené komunikace a pomlčkou odděleného pořadového čísla objektu doplněného případně třemi indexy. Číslo objektu na místní komunikaci se skládá z označení místní komunikace (číslo a třída), pomlčkou odděleného znaku objektu (např. M = most) a jeho pořadového čísla. Podrobnosti číslování mostů na komunikacích obsahuje závazná ČSN 73 6220. Tímto číslem přejezdu jsou však, navzdory vyhlášce, označeny pouze některé přejezdy.

### Systém číslování přejezdů v České republice

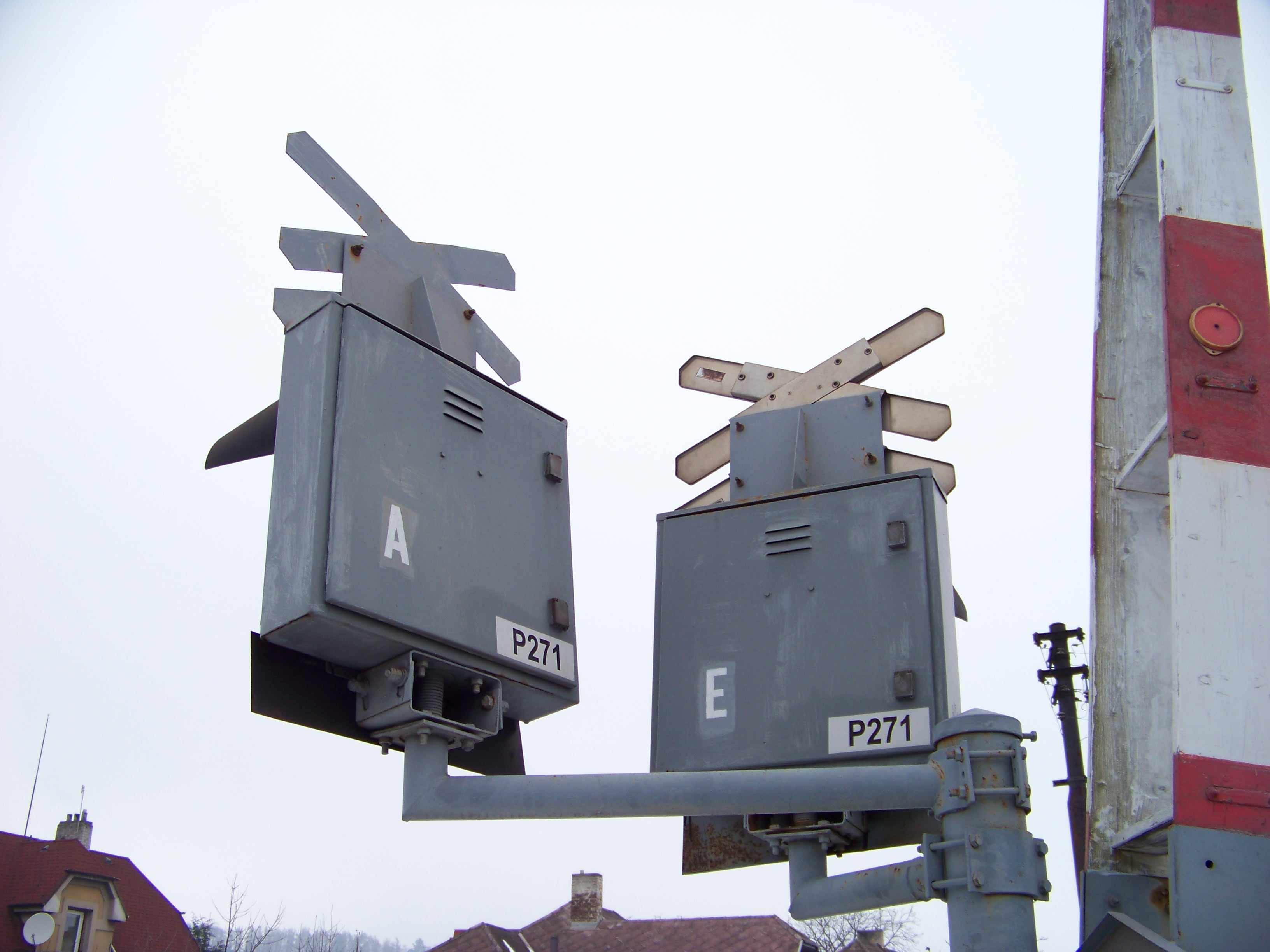
Evidenční číslo na přejezdu v Řevnicích

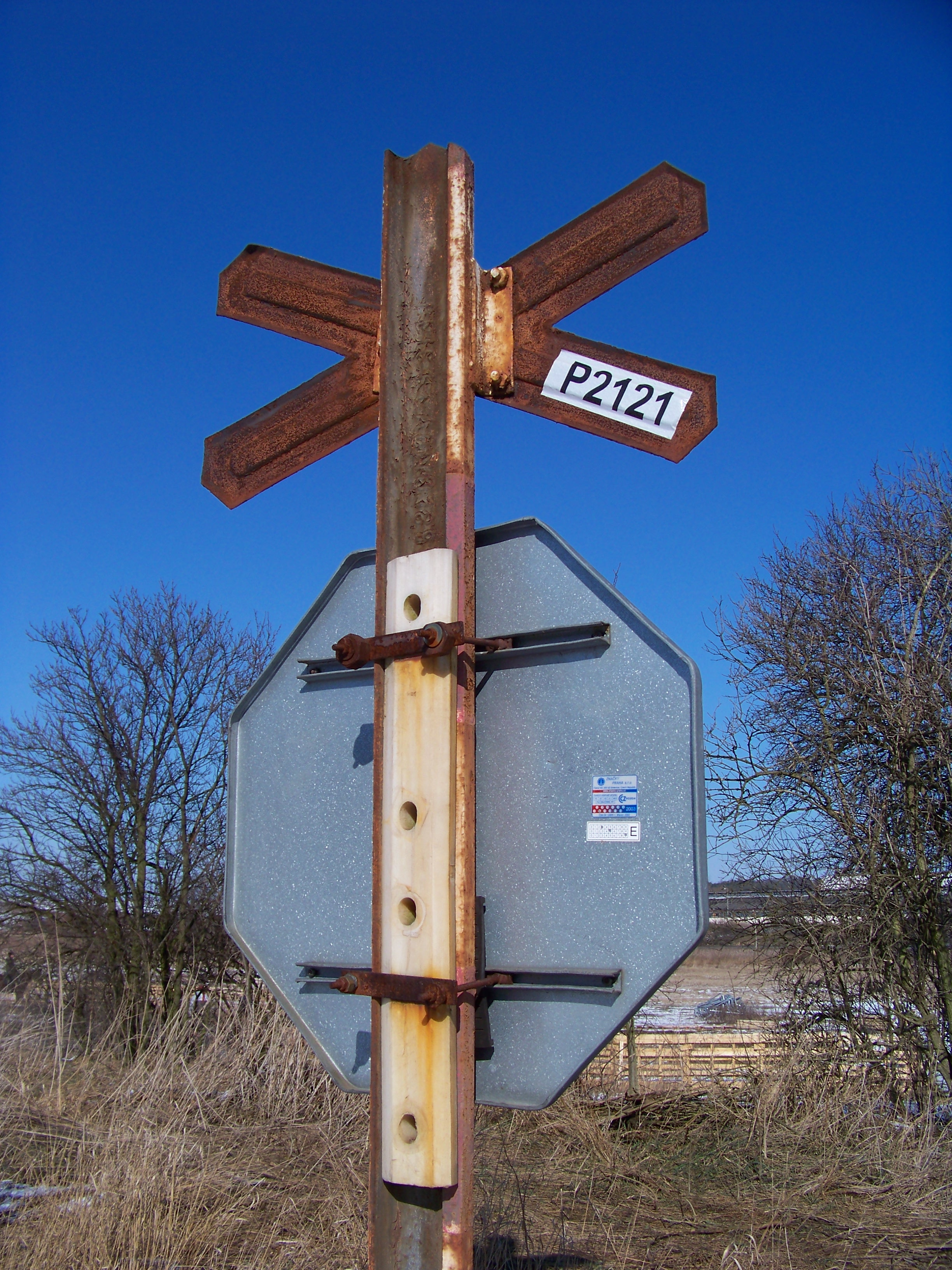
Evidenční číslo na přejezdu v Olovnici

Po mimořádné události dne 19. března 2007 u Vraňan, ke které došlo kvůli nedorozumění mezi policejním operátorem a železničním výpravčím, Drážní inspekce v závěrečné zprávě z 11. července 2007 mezi jinými opatřeními navrhla, aby přejezdy všech provozovatelů dostaly unikátní čísla, která by na nich byla fyzicky vyznačena, a poskytnout jejich databázi integrovanému záchrannému systému. O rok a půl později, počátkem roku 2009, s tímtéž nápadem přišla SŽDC (dnešní Správa železnic), poté jej zkušebně zavedla v Libereckém kraji a od 1. srpna 2009 pro celou Českou republiku systém v rámci státu unikátního (tj. každý přejezd má jiné číslo) číslování železničních přejezdů na celostátní dráze, státních i nestátních regionálních drahách a na železničních vlečkách v úsecích mimo uzavřené areály. Pro dráhy vlastněné státem je vyhrazena číselná řada P1 až P9000, pro nestátní regionální dráhy P9001 až P9999, pro vlečky P10000 až P99999. Označení je uvedeno černým písmem o výšce 5 cm na bílé samolepicí reflexní fólii rozměrů 21×7 cm, která se lepí ze zadní strany do ramene každého výstražného kříže nebo na rubovou stranu světelné skříně výstražníku. Správa železnic odpovídá za centrální evidenci přejezdů, vlastník dráhy za označení. Centrální databázi přejezdů, obsahující GPS souřadnice přejezdů a kontakty na příslušné výpravčí a dispečery DOZ, mají k dispozici operační a informační střediska Hasičského záchranného sboru ČR. Tramvajové dráhy nejsou do systému zahrnuty. Drážní inspekce ve zprávě z července 2007 doporučovala, aby na přejezdech byla uvedena i telefonní čísla na osoby provozovatele dráhy řídící dopravu v příslušných úsecích, tomuto doporučení však tehdejší provozovatel dráhy České dráhy ani přebírající SŽDC nevyhověly.
Přejezdy jsou zpravidla číslovány na každé trati v aritmetickém sledu za sebou bez ohledu na typ a vybavení přejezdu nebo přechodu. Číslování začíná tratí 120 ve směru od Prahy, takže přejezd P1 byl přes Bubenskou ulici v Praze-Holešovicích, P2 až P4 se nacházejí v oblasti Letné a Špejcharu P5 a P6 ve Starých Dejvicích atd.

#### Světelné přejezdové zabezpečovací zařízení se zvukovou výstrahou

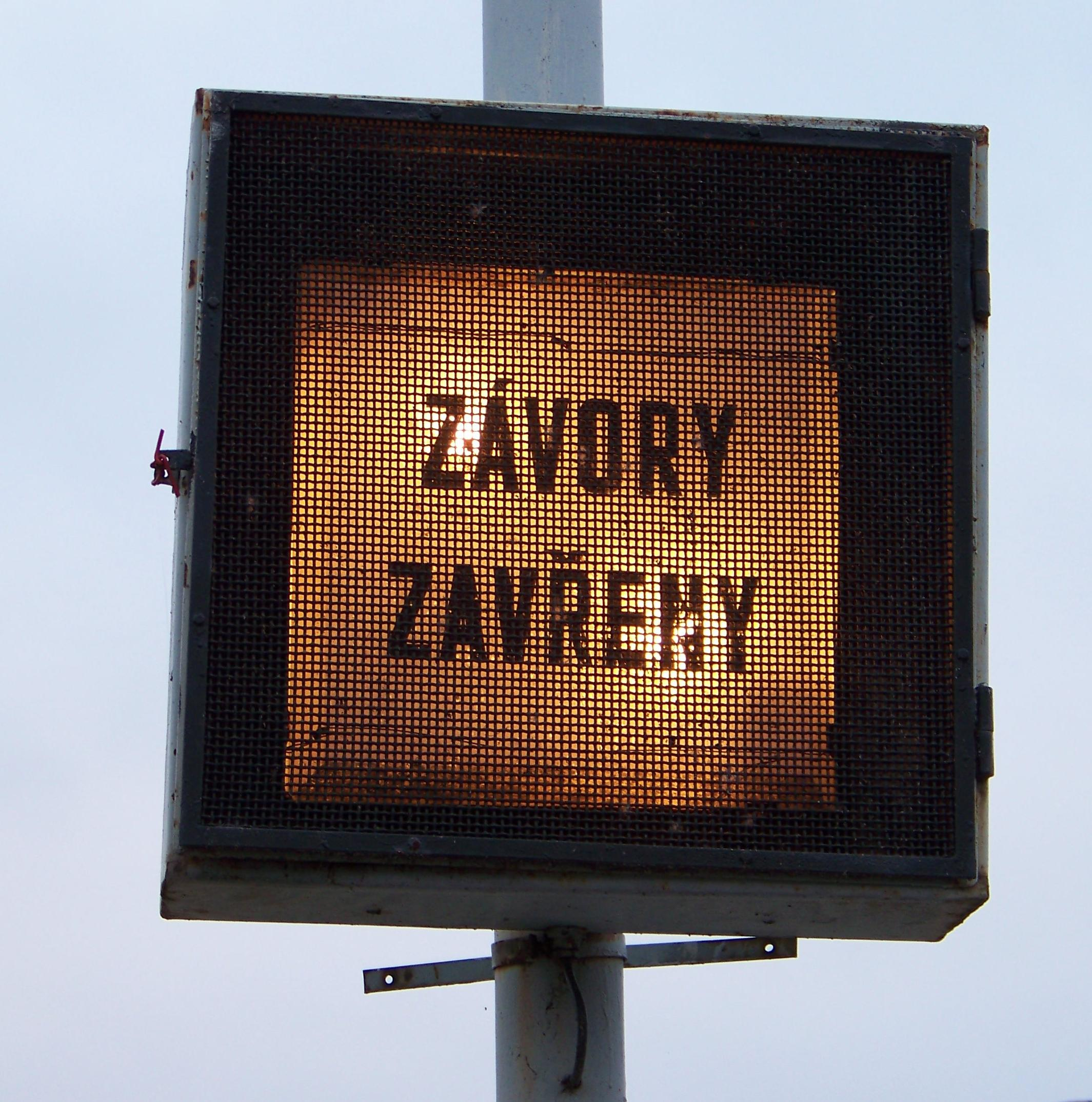
V Řevnicích je před přejezdem umístěna speciální předvěst, která napoví řidičům osobních automobilů, že je rychlejší použít objízdnou trasu podjezdem

Světelné přejezdové zabezpečovací zařízení dává uživatelům pozemní komunikace výstrahu dvěma střídavě přerušovanými červenými světly, doplněnými zvukovou výstrahou. V místech náročnějších na zabezpečení bývá tato signalizace doplněna i automaticky ovládanými závorami. Zařízení jsou ovládána buď ručně,[zdroj?] nebo samočinně detekcí jízdy kolejových vozidel. Má-li zabezpečovací zařízení poruchu, signalizuje ji strojvedoucímu přijíždějícího vlaku, a to buď prostřednictvím proměnného traťového návěstidla, nebo (na moderněji vybavených tratích) prostřednictvím signalizace na stanovišti strojvedoucího. Tento signál přikazuje strojvedoucímu jet k přejezdu sníženou rychlostí a dávat opakovaně slyšitelnou návěst Pozor. Podle § 35 odst. 3 Dopravního řádu drah (173/1995 Sb.) je na takovém přejezdu a 60 m před ním omezena rychlost drážního vozidla do 10 km/h a musí opakovaně dávat akustickou výstrahu.

## Historie světelných přejezdových zabezpečovacích zařízení se zvukovou výstrahou
Nejstarší typ PZZ (Přejezdového zabezpečovacího zařízení) byla Frýba, která se v současné době již nikde v provozním nasazení nenachází. Zároveň se o tomto typu nedochovalo moc informací.

#### Typ SSSR
V roce 1953 se začaly dovážet ze Sovětského Svazu (SSSR) Přejezdové zabezpečovací zařízení (dále jen PZZ) typu SSSR. Ty byly vyráběny firmou Светофор (Svetofor - semafor) poté jeho výrobu v licenci převzala v Česku firma AŽD Praha. Jako akustická výstraha zde sloužila houkačka na 120V a zároveň na PZZ mohly být doplněny automatické elektrické závory. Velikou nevýhodou však byla výstražná světla. Ta byla vybavena přibližně 0,5m dlouhými stínidly a samotná světla fungovala na principu bodového svícení se stupňovitými Fresnelovými čočkami, se stupňovitým červeným filtrem a také malou rozptylovací čočkou (ostatně stejně, jako je tomu dodnes u návěstidel AŽD 70). To zapříčinilo špatnou viditelnost na červená světla a v pozdějších letech byla některým výstražníkům vyměněna sklíčka za klasická s pavučinovým vzorem a dlouhé kšilty za kratší hranaté jako měly návěstidla AŽD 70. Od roku 1968 byla již namontovaná PZZ doplněna svítilnou s bílým kmitavým světlem pozitivní signalizace. A na nově montovaná byla dodána už od zprovoznění. Poslední Přejezdovou zabezpečovací signalizaci (dále jen PZS) SSSR najdeme v České republice v Sušici jako pouze doplňkovou signalizaci k mechanickým závorám bez akustické výstrahy (v červenci 2023 byl doplněn elektronický zvonek ZV02 jako zvláštní výstraha). Poslední plně vybavené PZZ a PZS tohoto typu se nacházelo v Otradovicích, kde bylo zrušeno dne 14.12.2018. Na Slovensku se nachází ještě některé přejezdy s funkčními výstražníky typu SSSR, jako např. v Lastovciach a Jablonice. Nebo ve Vranove nad Topľou, pouze jako doplňkový výstražník k výstražníkům AŽD 71.

#### Typ VÚD

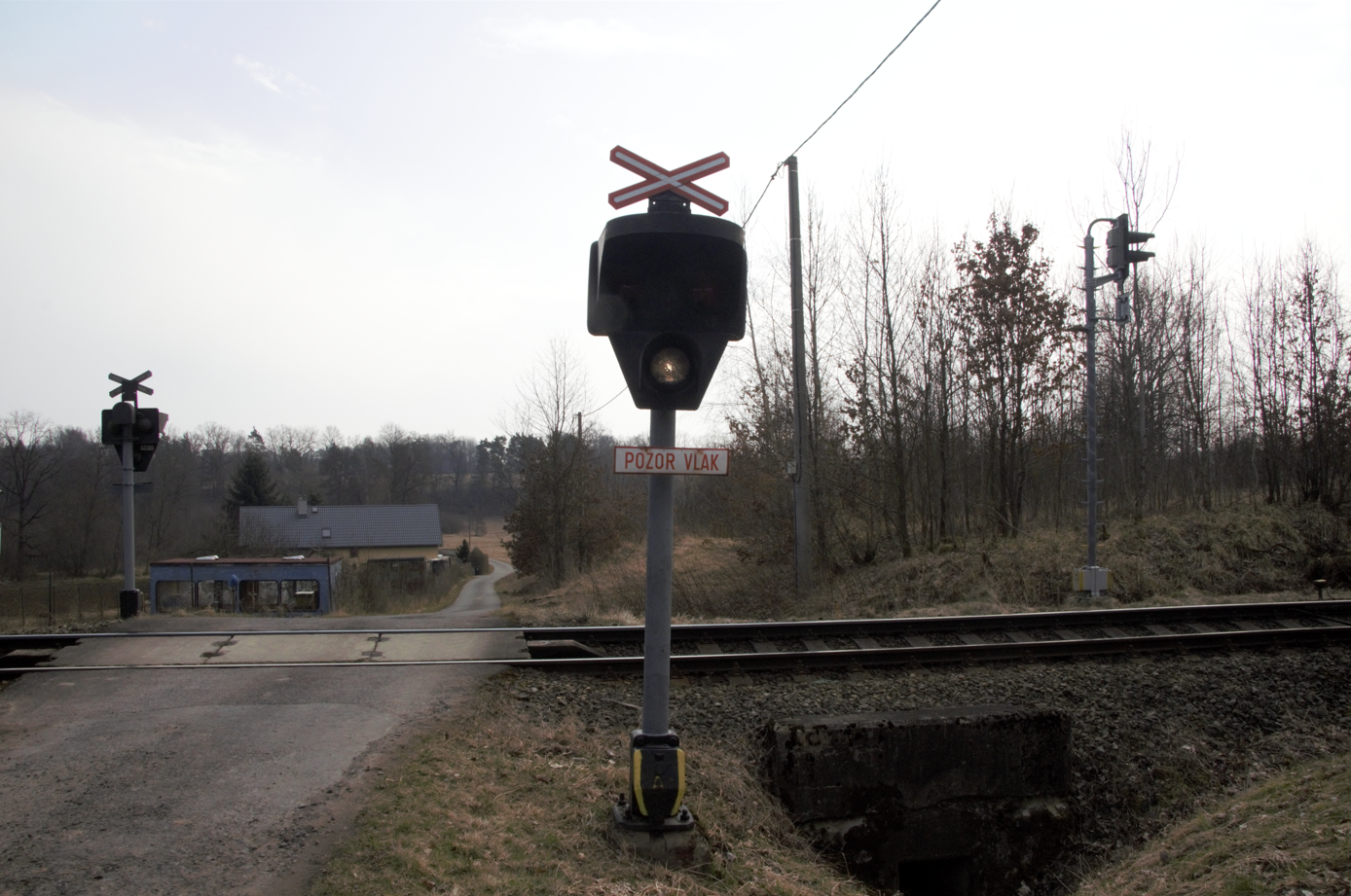
Železniční přejezd s PZZ a PZS novějšího provedení typu VÚD s funkčním pozitivním světlem v Jablonném v Podještědí

Výzkumnému ústavu dopravnímu bylo zadáno za úkol, vývoj nového zabezpečovacího zařízení, které bude určené jen pro jednokolejné neelektrifikované tratě, kterých byla v té době většina (výjimkou bylo když druhá kolej byla pro vlečku a PZZ se pro ní zapínalo ručně), jelikož zabezpečovací zařízení SSSR bylo na takovéto tratě, vzhledem k velkému počtu přejezdů, zbytečně velice nákladné, a nestačily by se osazovat všechny přejezdy. A vzhledem k velikému rozvoji silniční dopravy v té době nemohlo být tolerováno. Požadavky na zařízení byly takové, aby bylo co nejlevnější na výrobu, co nejspolehlivější a zároveň zcela jednoduchou konstrukci. Taktéž, jelikož zařízení bylo určeno jen pro výše uvedené účely, tak nikdy nebylo konstruováno se závorovými břevny. Jeho design vycházel z předchozího typu Frýba R52.
Výzkumný ústav dopravní s vývojem zařízení započal a již v roce 1956 byl jeho funkční model umístěn na radotínském zhlaví nádraží Praha-Smíchov, kde byl následující dva roky v testovacím provozu. Poté byly na zařízení opraveny veškeré nedostatky, které během testovacího provozu byly objeveny, a v roce 1959 národní podnik Elektro Signal Praha (ESP) vyrobil první tři prototypy zařízení, které šly sloužit do různých koutů Československa, avšak na české straně. Zařízení taktéž dostalo pojmenování dle Výzkumného Ústavu Dopravního kde bylo vyvinuto. Tedy, VÚD.
V roce 1959 bylo první zařízení aktivováno na dnes již neexistujícím železničním přejezdu na pražském Spořilově, na původní trati mezi stanicemi Praha-Vršovice a Praha-Braník
Tentýž rok bylo aktivováno druhé zařízení na železničním přejezdu u železniční zastávky Plotiště nad Labem (dnes P5378)
Třetí prototyp se své aktivace dočkal až v roce 1960 na železničním přejezdu ve Vyškově na Moravě (dnes P7193)
Následně již nic nebránilo jeho sériové výrobě. První výstražníky tohoto typu byly doplněny poruchovým štítem který se nacházel ve velkém stínidle nad červenými světly. Nesl na sobě dopravní značku "Jiné nebezpečí". Když bylo zařízení v poruše tak se štít, pomocí elektromagnetu v "hrbu" nad stínidlem, sklopil z vodorovné do svislé polohy, načež zakryl značkou červená světla a tím upozorňoval řidiče na porouchané zabezpečovací zařízení. Tato porucha mohla být vyvolána automaticky, nebo také ručně ze stanice kde byla umístěna kontrolní skříňka přejezdu. Tento systém však byl ze všech výstražníků v roce 1968 odmontován nebo vyřazen z provozu z důvodu velké nespolehlivosti. V tom samém roce byly na současně zprovozněné PZZ VÚD doplněny svítilny s bílým kmitavým světlem pozitivní signalizace. Na nově montované a vyráběné PZS VÚD již nebyly montovány poruchové štíty a "hrby" na jejich mechanizmus, ale byly již montovány se svítilnou na bílé světlo pozitivní signalizace. Montáž a výroba PZZ a PZS VÚD byla ukončena v roce 1975, jelikož v porovnání s novým modernějším PZZ AŽD 71 bylo značně zastaralé. Toto PZZ používalo žárovky s atypickým napětím 25V a také atypickým typem patice, jež byly sjednoceny s tehdejšími lokomotivami a vagóny. Zvon zde byl mechanický na napětí 24V.

#### Typ AŽD 71

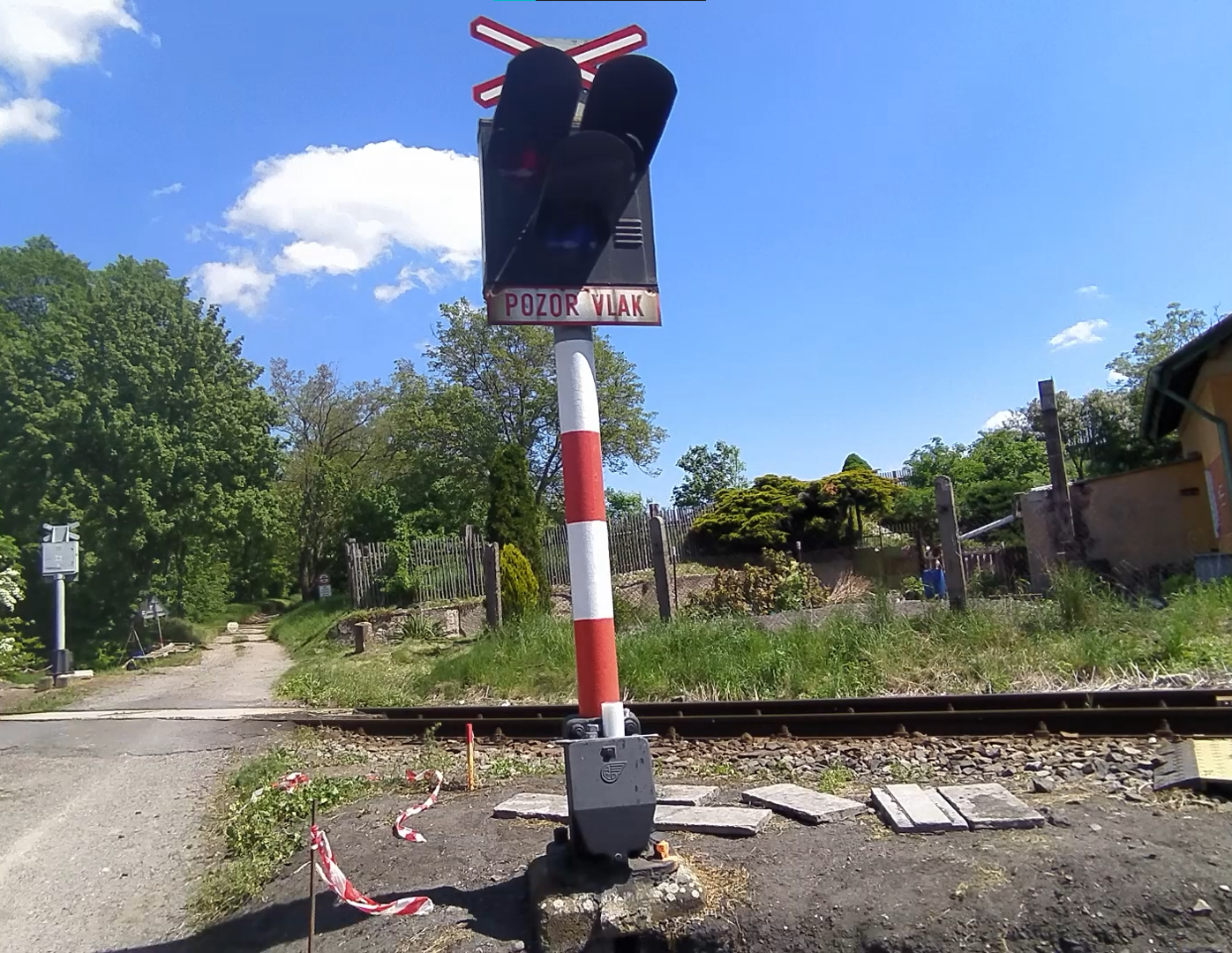
Železniční přejezd s původním provedením výstražníků AŽD 71 s dlouhými stínidly, mechanickým zvonkem a mřížkami vedle funkčního světla pozitivní signalizace v Jimlíně (krátce před jeho modernizací a nahrazením za novější PZZ a PZS).

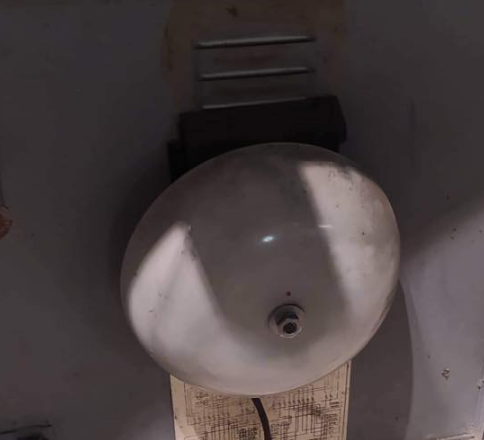
Mechanický zvonek ve výstražníku AŽD 71

Již od roku 1968 postupně vyvíjelo AŽD Praha nový typ PZZ, konkrétně AŽD 71. Jeho hlavní výhoda byla, že bylo možné její nasazení jak na neelektrifikované jednokolejné nebo dvoukolejné lokální tratě, tak na jednokolejné nebo dvoukolejné elektrifikované tratě, ale přitom měl dvouvláknové žárovky. U prvních výstražníků AŽD 71 sloužila jako akustická výstraha houkačka na 24V. Na šíření zvuku ze světelné skříně sloužil pouze malý otvor mezi červenými světly kde končil z vnitřní strany zvukovod houkačky. Zároveň zde byla dlouhá hranatá stínidla nad všemi třemi světly. Později se však ukázalo že toto řešení s houkačkou je velice nepraktické, jelikož je houkačka špatně slyšet z důvodu špatného průchodu zvuku. Proto tedy byla nahrazena houkačka stejným mechanickým zvonkem jako byl u PZS VÚD, který drží za pomocí dvou šroubů na zadních dvířkách. Z důvodu lepšího průchodu zvuku byly na pravé a levé straně světla pozitivní signalizace vyříznuty "mřížky" které byly zároveň zevnitř zalepeny látkovou mřížkou za účelem aby do světelné skříně nelétal hmyz. Později se však ukázalo i řešení dlouhých stínidel jako špatné, jelikož na nich v zimě zůstával sníh, který poté tál a zase zamrzal, tak se tvořily rampouchy, což zapříčinilo zhoršenou viditelnost na světla. Z toho důvodu byla tato stínidla nahrazena za krátká a kulatá. Nakonec se ještě ukázalo že uchycení světelné skříně přímo na stožáru má nevýhodu v případě že se silnice nekříží s tratí v přímém směru. Uchycení totiž neumožňovalo otáčení ve svislé ose ale pouze ve vodorovné ose. Tak byl na výstražník doplněn kovový "výložník" který ještě posune světelnou skříň přibližně o 0,8m do strany na kterou je namontován a na něm je nový typ uchycení které umožňuje otáčení skříně jak do vodorovné tak svislé osy. Používány zde byly již zmíněné mléčné dvouvláknové žárovky na 12V s paticí BA20d. Montáž a výroba PZZ a PZS AŽD 71 byla ukončena v roce 2017, kdy bylo namontováno nové PZZ a PZS na železniční přejezd ve Velkých Opatovicích a Šebetově. Světelné skříně těchto výstražníků se často montovaly i na již zprovozněné PZZ VÚD nebo SSSR z důvodu zhoršeného technického stavu původních světelných skříní. V tom případě zde však musely být dány žárovky na napětí, jež požadovalo PZZ, a v případě PZZ VÚD zde nemohly sloužit dvouvláknové žárovky, protože PZZ VÚD dvouvláknové žárovky nepodporovalo.
Poslední původní provedení v ČR, kterému zůstala od originálu houkačka, se nacházelo ve Velkých Hydčicích a bylo zrušeno 7. listopadu 2017. Nacházely se taktéž v Chrudimi, Hrochově Týnci a Voděradech. Také se zde nacházely různé PZS AŽD 71 na PZZ SSSR, kterým zůstal bzučák/houkačka (poslední takové PZS AŽD 71 se nacházelo v Zadní Třebani a tam bylo zprovozněno v roce 2006, přičemž bylo vyměněno za PZS AŽD 97 v červnu 2022. Byl to také poslední železniční přejezd vybavený bzučákem/houkačkou v ČR). Na Slovensku se ještě nacházejí některé přejezdy vybavené houkačkou, např. ve Velkých Kapušanech, v Dolném Kubíně nebo v Popradském Plesu. Občas nebyly při modernizaci nahrazeny celé výstražníky AŽD 71, ale pouze světelné skříně AŽD 97 se dodaly nové, stožár od výstražníku AŽD 71 zůstal ještě původní jako např. v obci Sedlíšťka (Radhošť) na 1. koridoru.

#### Typ AŽD 96/97-PV

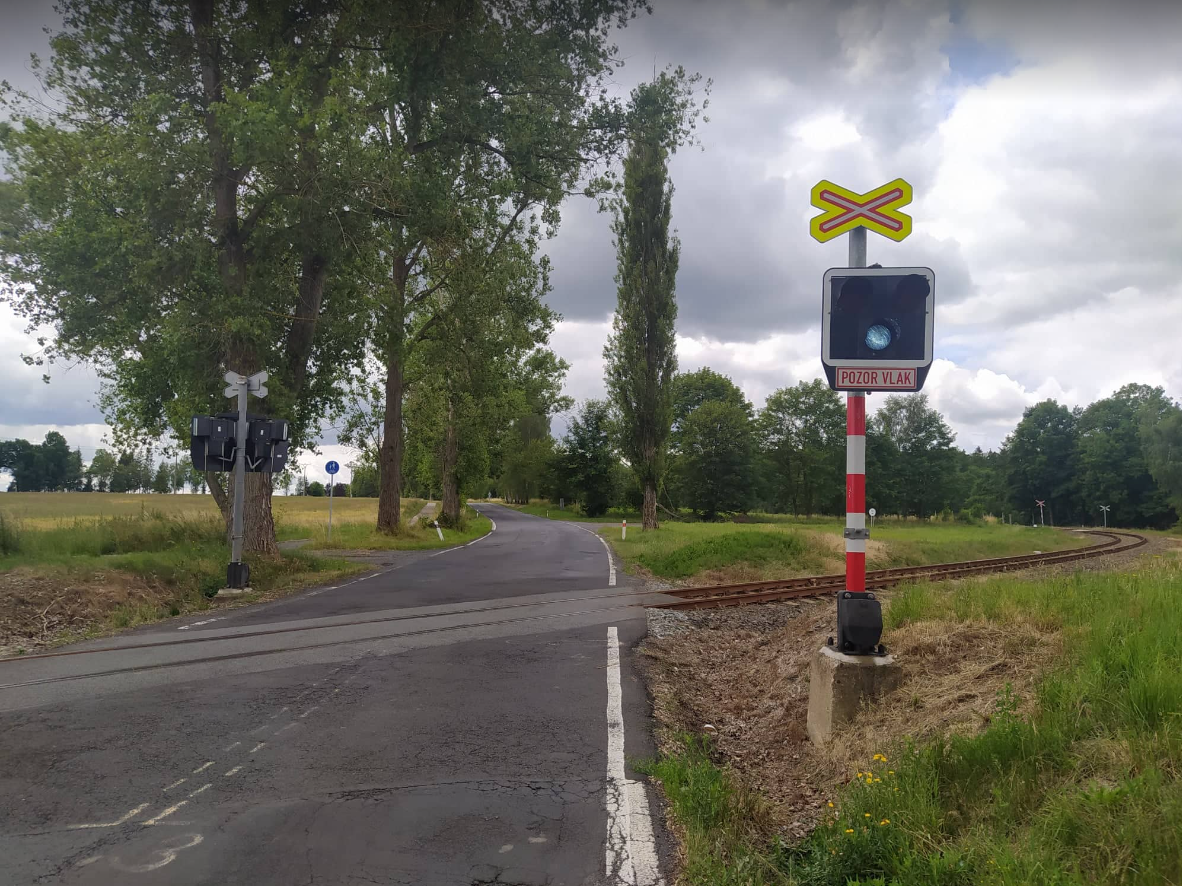
Železniční přejezd s výstražníky AŽD 97 bez závor a LED ve světle pozitivní signalizace v Toužimi

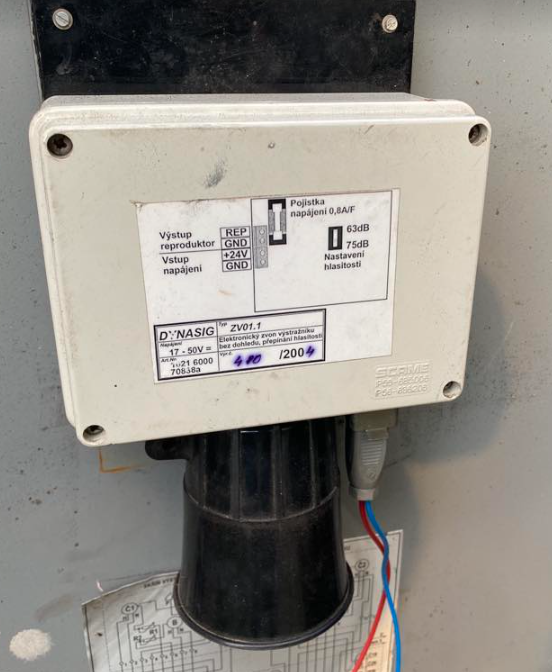
Elektrický typ zvonu první generace (ZV01) ve výstražníku AŽD 71 jako náhrada za původního opotřebovaného mechanického zvonu

V roce 1996 byly vyvinuty prototypové PZS typu AŽD 96-PV (PV - Plastový Výstražník, dále jen AŽD 96 a AŽD 97) a byly namontovány na železniční přejezd v Oboře u Kaznějova na původní PZZ AŽD 71, a následně na pár dalších železničních přejezdů na původní PZZ v rámci zkušebního provozu.
Toto PZS mělo jako první světelné skříně a sklíčka pro světla vyrobené z plastu, ale také zde zatím byly dávány stejné mechanické zvonky jako na PZS AŽD 71 (kladívko které pomocí elektromagnetu tluče do zvonu). Po zkušebním provozu se zde našlo pár kosmetických nedokonalostí, které byly upraveny a tak vzniklo PZZ a PZS AŽD 97. Do roku 1999 také měly stejné zvonky jako všechny předchozí, ovšem v roce 1999 byl vyvinut firmou Dynasig elektronický zvonek s označením ZV01. Tento zvonek se skládá z elektroniky s velkým reproduktorem na konci, do které je nahrán určitý zvuk, který se po přívodu elektrického proudu přehrává do smyčky. Aby zde nemusely být dražší mléčné žárovky, tak mezi parabolu a sklíčko byla dána plastová síť nesoucí tvar plástve. To má za účel nasměrovat světlo do jednoho směru.
Závorové pohony zde byly montovány odděleně od výstražníků a byly vyráběny firmou AŽD Praha v licenci německé firmy Pintsch Bamag (použité např. při modernizacích I. a II. železničního koridoru na území Jihomoravského kraje). V roce 1999 se přešlo na nově vyvinuté pohony společností AŽD Praha - AŽD 99.
Od roku 2009 začal být na všechny výstražníky (kromě výstražníků SSSR a VÚD) montován elektronický zvonek s označením ZV02 jako náhrada za starší typ ZV01, kde byla moc dlouhá pomlka mezi vyzváněními. Montáž a výroba PZZ a PZS AŽD 97 probíhá dodnes.[kdy?] Používají se zde dvouvláknové žárovky na 12V s paticí BA20d.

#### Typ AŽD LED-J

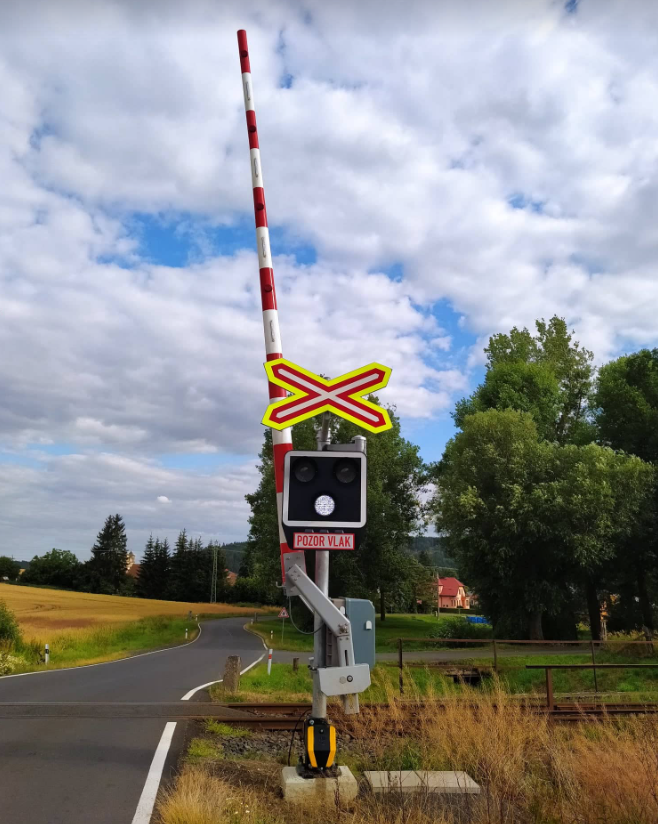
Železniční přejezd v Chyši po kompletní rekonstrukci v roce 2018, vybavený PZS AŽD LED-J a závorovým pohonem PZA 100, v kompletní výbavě (závory, LED podsvícená břevna závor, funkční světlo pozitivní signalizace).

V roce 2009 bylo navrhnuto a postaveno do zkušebního provozu PZS AŽD LED-J na železniční přejezd u zastávky Telce na trati Kralupy nad Vltavou - Louny v úseku Slaný-Louny. Po úspěšných výsledcích z testovacího provozu začala jeho sériová výroba od roku 2013. První instalace proběhla v nedalekých Chlumčanech u Loun na téže trati, a také byl vyvinut nový typ závorového pohonu PZA-100, který se začal montovat i na PZS AŽD 97. Toto PZS s označením AŽD 97-LED má tedy jako první místo žárovek LED diody a je tedy úspornější. Nevýhodou však zde zůstává velice ostrá svítivost v noci, jež může například řidiče oslňovat. Pozdější série (od roku výroby 2023) již jsou dodávány s upravenými čočkami, které oslňování částečně řeší.
Výstražníky jsou vybaveny již pouze s elektronickým zvonkem typu ZV02.

## Statistiky počtu přejezdů

### Síť Správy železnic
1. ledna 2003 převzala SŽDC při svém vzniku od Českých drah 8585 přejezdů.
K 31. prosinci 2006 evidovala 8389 (vlastních) přejezdů, z toho
- 4734 pouze s výstražným křížem,
- 2080 se světelným zařízením bez závor a
- 988 se světelným zařízením i závorami.

145 přejezdů SŽDC za první čtyři roky své existence zrušila.
K roku 2005 byly přejezdy podle typu zabezpečení rozděleny takto:[zdroj?]
- 0 mechanické závory
- 10 % světelná zařízení se závorami
- 39 % výstražné kříže
- 51 % světelná zařízení bez závor

#### Aktuální stav
V roce 2024 uváděla Správa železnic celkový počet 7533 přejezdů, z toho:
- 3242 pouze výstražné kříže
- 2123 přejezdů se světelným zařízením bez závor
- 1944 přejezdů se světelným zařízením se závorami
- 224 přejezdů s mechanickým zabezpečením (z toho 191 obsluhovaných místně a 33 na dálku)
- 105 trvale opatřených uzamykatelnou zábranou

Rozdělení přejezdů podle druhu pozemní komunikace bylo následující:
- 157 na silnicích první třídy
- 561 na silnicích druhé třídy
- 1442 na silnicích třetí třídy
- 1807 na místních komunikacích
- 3566 na účelových komunikacích

V roce 2023 bylo na tratích spravovaných Správou železnic 58 přejezdů zrušeno (z toho 7 dočasně) a 11 zřízeno (z toho 7 dočasně).
Na 809 přejezdech Správy železnic byla trvale omezena traťová rychlost kvůli rozhledovým poměrům.

### Jiní provozovatelé
Statistiku přejezdů jiných provozovatelů Správa železnic ve svých zprávách neuvádí, ačkoliv spravuje jejich centrální evidenci.
Jindřichohradecké místní dráhy v prohlášení o dráze ze září 2013 uvádějí na svých 79 km tratí počet 134 přejezdů, z toho 6 zabezpečených přejezdovým zabezpečovacím zařízením bez závor ovládaným jízdou vlaku.

## Nehodovost

Vývoj počtu nehod, usmrcených a zraněných osob na železničních přejezdech v Česku za období 2003 až 2011

V roce 2005 došlo k 249 střetnutím, z toho dle údajů Českých drah z viny Českých drah 0.[zdroj?]
V roce 2009 se podle Drážní inspekce stalo na železničních přejezdech celkem 227 nehod a zraněno bylo 85 lidí, 38 osob přitom zemřelo.
Od 1. ledna do 25. listopadu 2010 se stalo na přejezdech 236 nehod, zraněno bylo 105 lidí a 40 osob zemřelo.

## Pravidla provozu pro uživatele pozemní komunikace
Pravidla pro chování na přejezdech stanovilo například nařízení č. 169/1890 ř. z., jak se má chovat obecenstvo u přehrad železničních zvonítkem opatřených, pak u přechodů místních drah, opatřených výstražnou tabulkou „Pozor na vlak“. Po vzniku pravidel silničního provozu byly tyto zásady postupně zapracovány do nich.

### Jízda silničního vozidla přes železniční přejezd

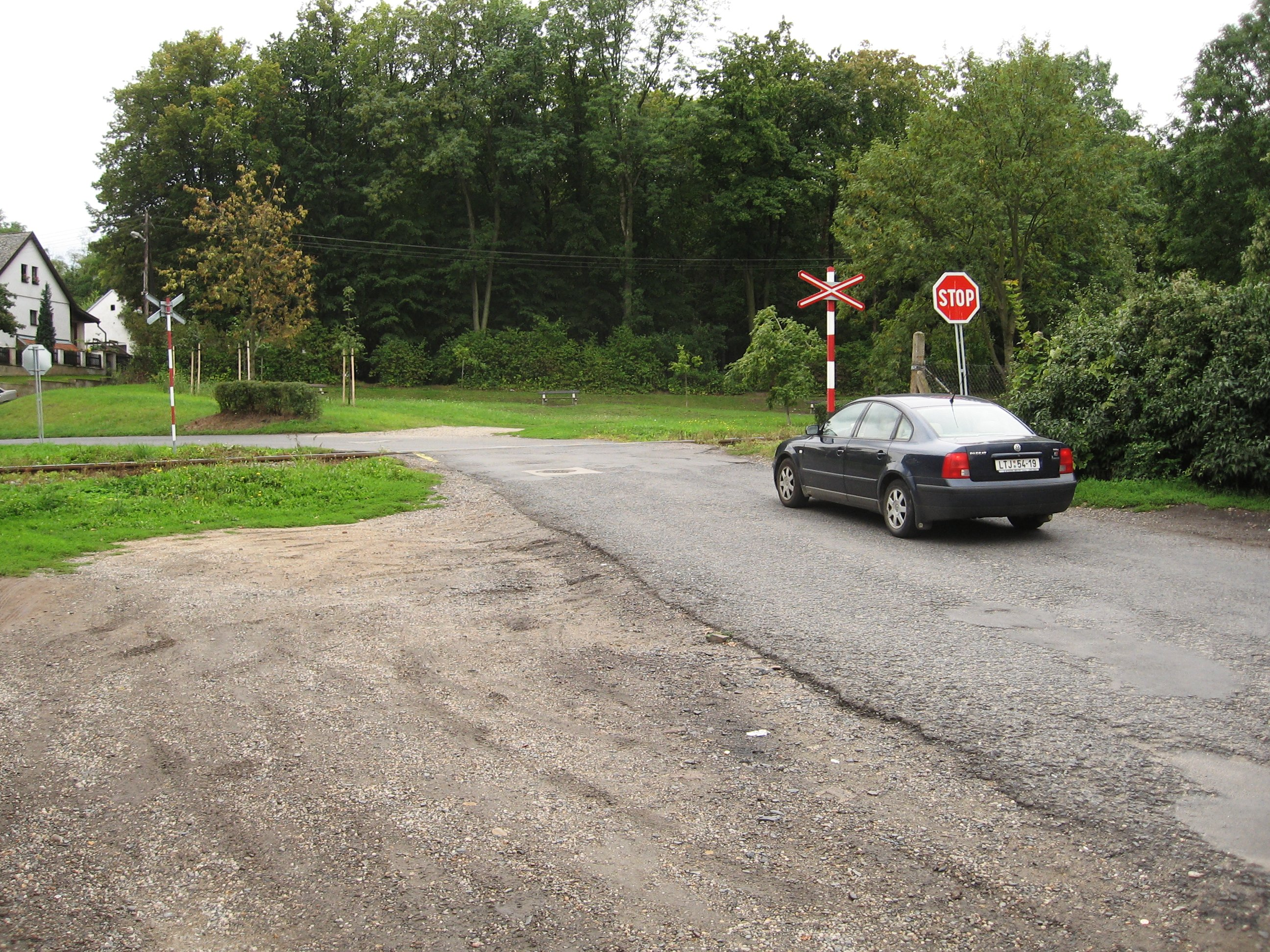
Přejezd zabezpečený pouze výstražným křížem v Roudnici nad Labem

Jízdu silničních vozidel přes železniční přejezd upravuje v České republice § 28 a 29 Zákona o silničním provozu. Tento zákon a jeho prováděcí vyhláška č. 30/2001 Sb. také stanoví způsob označení přejezdu na pozemní komunikaci. Na železničním přejezdu a 50 m před ním je maximální povolená rychlost 30 km/h (bliká-li bílé světlo přejezdové signalizace, pak je maximální povolená rychlost 50 km/h).
Řidič nesmí vjíždět vozidlem na přejezd při výstraze dávané světelnou nebo zvukovou signalizací nebo při sklopených, sklápějících se nebo zvedajících se závorách nebo nedovoluje-li situace za přejezdem pokračovat v jízdě. Pokud nebliká bílé světlo signalizace, nesmí vjíždět řidič na přejezd ani tehdy, je-li již vidět nebo slyšet přijíždějící vlak nebo jiné drážní vozidlo nebo je-li slyšet jeho houkání nebo pískání. Při přejíždění si řidič musí počínat zvlášť opatrně.
Pověřený zaměstnanec provozovatele dráhy je oprávněn ústním souhlasem povolit řidiči vjezd na přejezd i tehdy, pokud signalizace nebo závory vjezd zakazují. Kroužením červeným nebo žlutým praporkem nebo červeným světlem může zaměstnanec dráhy dát pokyn k zastavení silničních vozidel.
Vjíždění na železniční přejezd v případech, kdy je to zakázáno, je přestupek se sazbou 6 bodů podle přílohy k zákonu 361/2000 Sb.
Zákonem č. 56/1950 Sb. byla rychlost na železničním přejezdu omezena do 15 km/h, pro řidiče autobusů a vozidel s nebezpečným nákladem platila povinnost před přejezdem zastavit. Vyhláška 80/1966 Sb. s účinností od 1. ledna 1967 stanovila ve vzdálenosti 30 m před přejezdem a při jeho přejíždění rychlost do 30 km/h, pro autobusy a nákladní automobily nebo traktory přepravující osoby platila obecně povinnost před přejezdem zastavit. Vyhlášky č. 100/1975 Sb. zavedla blikající bílé světlo, které znamenalo, že v úseku 50 metrů před přejezdem byla rychlost omezena do 50 km/h a neplatil třicetikilometrový limit; současně byla vypuštěna povinnost některých typů vozidel zastavovat před přejezdem. Povinnost zastavit vozidlo platí pouze tam, kde je označení přejezdu doplněno dopravní značkou Stůj, dej přednost v jízdě.
Na přejezdu je podle § 17 odst. 5 zákona 361/2000 Sb., o silničním provozu, zakázáno předjíždění, podle § 24 odst. 4 couvání, podle § 27 odst. 1 zastavení a stání. Podle § 28 se vozidla před přejezdem řadí v pořadí, v jakém přijela (§ 57 odst. 4 umožňuje cyklistům objíždět čekající vozidla zprava).
Podle dřívějšího drážního zákona měl drážní provoz na přejezdu vždy přednost před provozem na pozemní komunikaci, drážní zákon 266/1994 Sb. toto ustanovení (§ 6 odst. 3) omezil na přejezdy železničních drah, čímž se přejezdy tramvajových a průmyslových drah atd. ocitly v právním vakuu (takové přejezdy nespadají ani do definice křižovatky, takže označování přednosti v jízdě nebo použití světelné signalizace je právně problematické).

### Přecházení dráhy

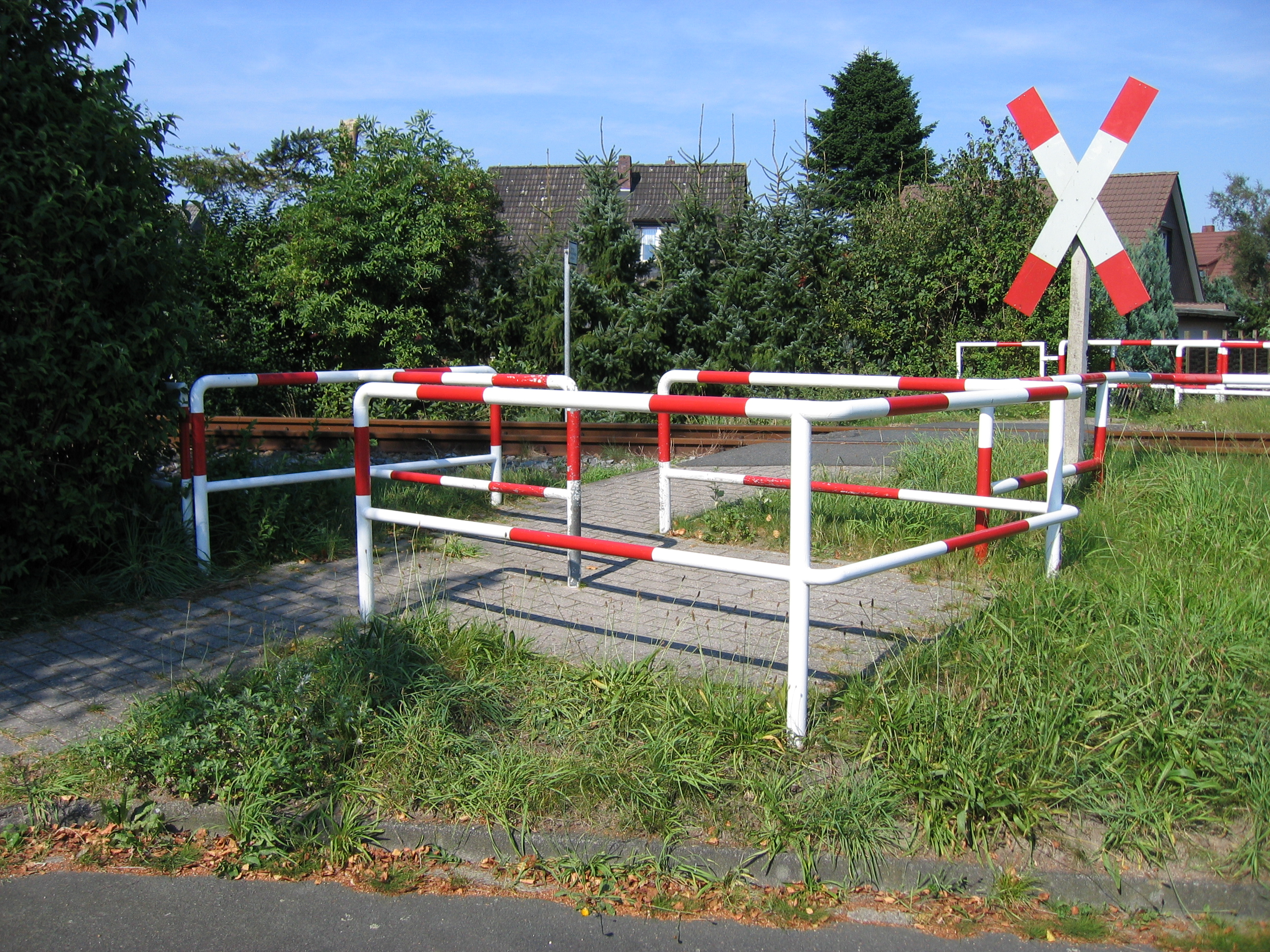
Železniční přechod chráněný labyrintem (Německo)

Vstup na dráhu mimo k tomu určená místa zakazuje v § 4a Zákon o dráhách (266/1994 Sb. ve znění pozdějších změn). Z tohoto zákazu jsou vyjmuta místa křížení dráhy s pozemní komunikací a dráha v úseku, kde je vedena po pozemní komunikaci.
Přecházení chodců přes železniční přejezd upravuje § 55 Zákona o silničním provozu. Chodci nesmějí vstupovat na přejezd v případech obdobným těm, kdy řidič podle § 29 ZSP na přejezd nesmí vjíždět.
Přechod přes tramvajový pás (úsek tramvajové dráhy vedený po pozemní komunikaci) nebo přechod samostatné tramvajové dráhy bývá někdy označen jako přechod pro chodce podle pravidel silničního provozu a vybaven signály pro chodce a signály pro tramvaje. Z právního hlediska je takové označování sporné.

## Správa
Podle § 37 zákona č. 13/1997 Sb., o pozemních komunikacích, se křížení silnice nebo místní komunikace s dráhou má zřizovat mimoúrovňově. Zřízení úrovňového křížení (přejezdu) může příslušný silniční správní úřad se souhlasem drážního správního úřadu a příslušného orgánu Policie České republiky povolit pouze v případech malého dopravního významu stanovených prováděcím předpisem. Toto ustanovení se nevztahuje na tramvajovou a trolejbusovou dráhu a na vlečku. Na žádost vlastníka dráhy může příslušný silniční správní úřad se souhlasem drážního správního úřadu rozhodnout o zrušení existujícího přejezdu.
Zákon o pozemních komunikacích nezmiňuje křížení účelové komunikace s dráhou, takže není stanoven správní orgán, který by byl oprávněn rozhodnout o zrušení nebo zřízení takového přejezdu.
O rozsahu a způsobu zabezpečení a o jeho změně rozhoduje podle § 6 odst. 2 zákona 266/1994 Sb., o dráhách, drážní správní úřad po předchozím vyjádření příslušného orgánu Policie České republiky.
Zabezpečovací zařízení umísťuje a udržuje vlastník dráhy. Ten je povinen rovněž udržovat v řádném stavu silnici nebo místní komunikaci na přejezdu bez závor do vzdálenosti 2,5 m od osy krajní koleje, na přejezdu se závorami v úseku mezi závorami, a to v celé šíři tělesa pozemní komunikace.
Podle § 77 zákona č. 361/2000 Sb., o silničním provozu, stanoví užití Užití dopravních značek „Železniční přejezd se závorami“, „Železniční přejezd bez závor“, „Návěstní deska“, „Tramvaj“, „Dej přednost v jízdě tramvaji!“ nebo „Stůj, dej přednost v jízdě!“ u železničního přejezdu pro silnici I. třídy příslušný krajský úřad, pro silnici II. nebo III. třídy nebo místní komunikaci příslušný obecní úřad obce s rozšířenou působností po předchozím písemném vyjádření příslušného orgánu policie a po projednání s příslušným drážním úřadem (míněn zřejmě drážní správní úřad). Užití výstražných křížů, světelného signálu pro zabezpečení železničního přejezdu nebo signálů pro tramvaje stanoví příslušný drážní úřad po projednání s krajským úřadem, jde-li o silnici I. třídy, nebo s místně příslušným obecním úřadem obce s rozšířenou působností, jde-li o silnici II. a III. třídy nebo místní komunikaci, vždy po předchozím písemném stanovisku příslušného orgánu policie. Označením přejezdů účelové komunikace přes dráhu se zákon speciálně nezabývá, měl by tedy rozhodovat vlastník účelové komunikace se souhlasem příslušného obecního úřadu obce s rozšířenou působností a po předchozím písemném stanovisku příslušného orgánu policie, přičemž kompetenci drážního správního úřadu lze v takovém případě odvozovat jen z § 6 odst. 2 zákona 266/1994 Sb., o dráhách.
Součástí pravidelných prohlídek trati je prohlídka přejezdů a přechodů, při níž se podle projektové dokumentace kontroluje stav označení a zabezpečení přejezdu a přechodu, rozhledové poměry, odvodnění a sjízdnost přejezdové vozovky (§ 26 odst. 2 písm. n) vyhlášky 177/1995 Sb., stavební a technický řád drah). Maximální interval těchto prohlídek je pro celostátní dráhu a regionální dráh stanoven v příloze č. 1 kap. 1 bod 16 a pro vlečky v kap. 2 bod 11 jednotně na 12 měsíců.